# AEG
Die AEG Aktiengesellschaft war einer der weltweit größten Elektrokonzerne. Das 1883 von Emil Rathenau in Berlin als Deutsche Edison-Gesellschaft für angewandte Elektricität gegründete und im Jahr 1888 in Allgemeine Elektricitäts-Gesellschaft umfirmierte Unternehmen stellte neben Produkten für die elektrische Energietechnik und den Haushaltsbedarf (Weiße Ware) Geräte zur Elektrogebäudeheizung, Straßenbahnen, Elektro- und Dampflokomotiven sowie im Tochterunternehmen NAG auch Kraftfahrzeuge her.
Der AEG-Konzern musste 1982 Insolvenz anmelden und wurde 1985 von der Daimler-Benz AG übernommen. Schließlich fusionierte 1996 Daimler-Benz mit seinem Tochterunternehmen, strukturierte in der folgenden Zeit Teile des damals nach Siemens zweitgrößten deutschen Elektrokonzerns um und trennte sich von ganzen Sparten.
Mit dem Ende des Konzerns nach der Fusion 1996 wurde die Marke AEG an Electrolux und andere Unternehmen lizenziert, die Unternehmensteile erworben hatten, und zuletzt an Electrolux verkauft, die über ihren Geschäftsbereich Electrolux Global Brand Licensing Lizenzen vergibt.
Vor und während des Ersten Weltkriegs war die AEG nach der Friedrich Krupp AG zweitgrößter Rüstungsproduzent im Deutschen Reich und baute u. a. Flugzeuge für die Luftstreitkräfte des Deutschen Heeres. Mit seiner Beteiligung an der 1918 gegründeten Deutsche Werft AG war der Konzern im Schiffbau engagiert. In den 1930er Jahren entwickelten AEG-Techniker das Magnetophon für die Tonaufzeichnung auf Magnetband.
Nach dem Zweiten Weltkrieg war der Sitz Berlin und Frankfurt am Main. Im Jahre 1967 fusionierte die AEG mit ihrem Berliner Tochterunternehmen Telefunken zu Allgemeine Elektricitäts-Gesellschaft AEG-Telefunken. 1979 wurde die Firma in AEG-Telefunken Aktiengesellschaft geändert. Nach der Übernahme durch Daimler-Benz im Jahre 1985 und der Auslagerung aller restlichen Telefunken-Geschäftsbereiche änderte sich der Name in AEG Aktiengesellschaft.
Das kastenförmige Logo mit den drei Buchstaben in Antiqua-Schrift wurde 1912 von Peter Behrens entworfen.

AEG-Logos von 1896 bis 2004

## Geschichte

### Edison-Gesellschaft und eine Tochtergründung

Werbung der Deutschen Edison-Gesellschaft 1884

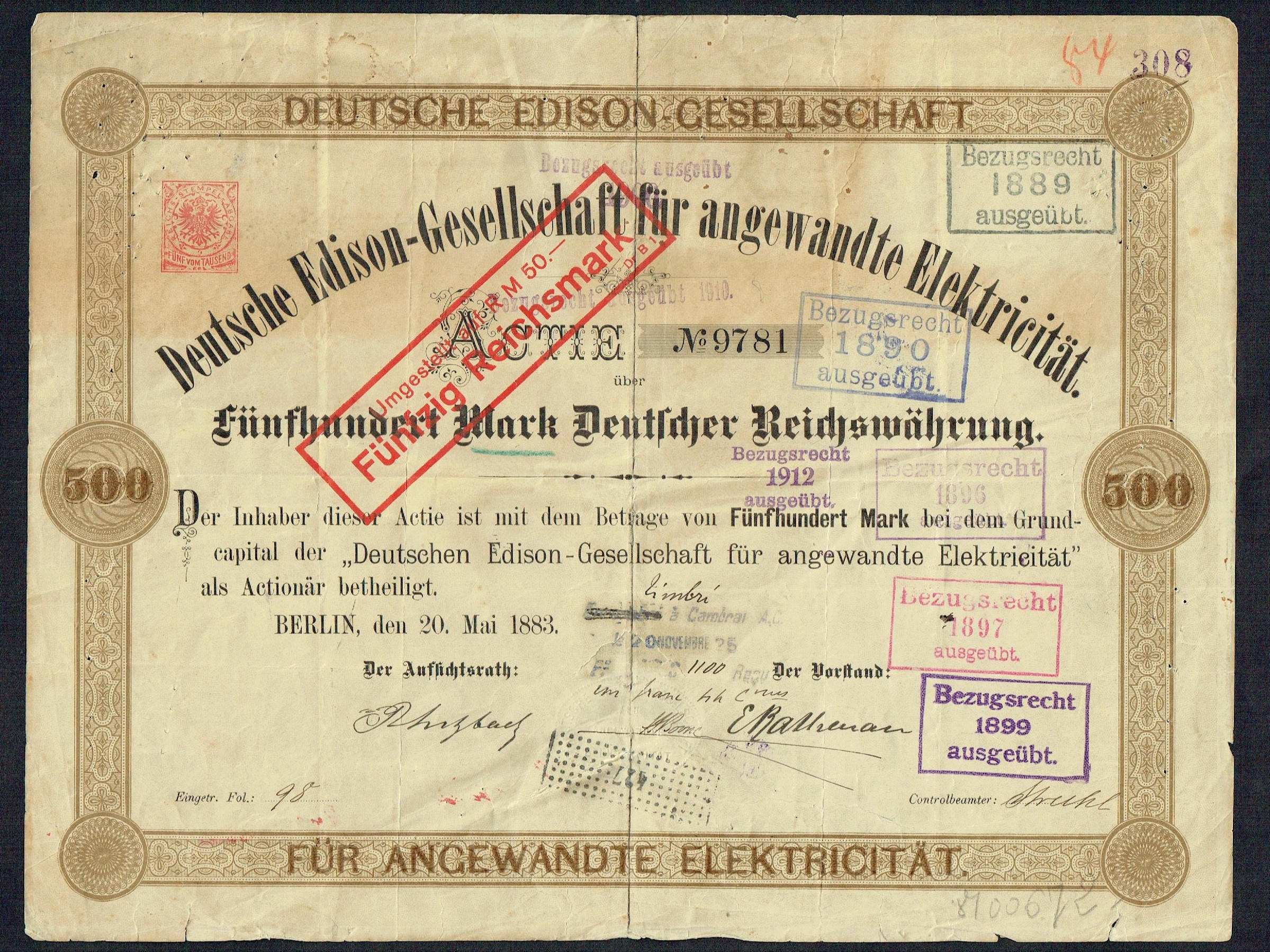
Aktie über 500 Mark der Deutschen Edison-Gesellschaft für angewandte Elektricität vom 20. Mai 1883

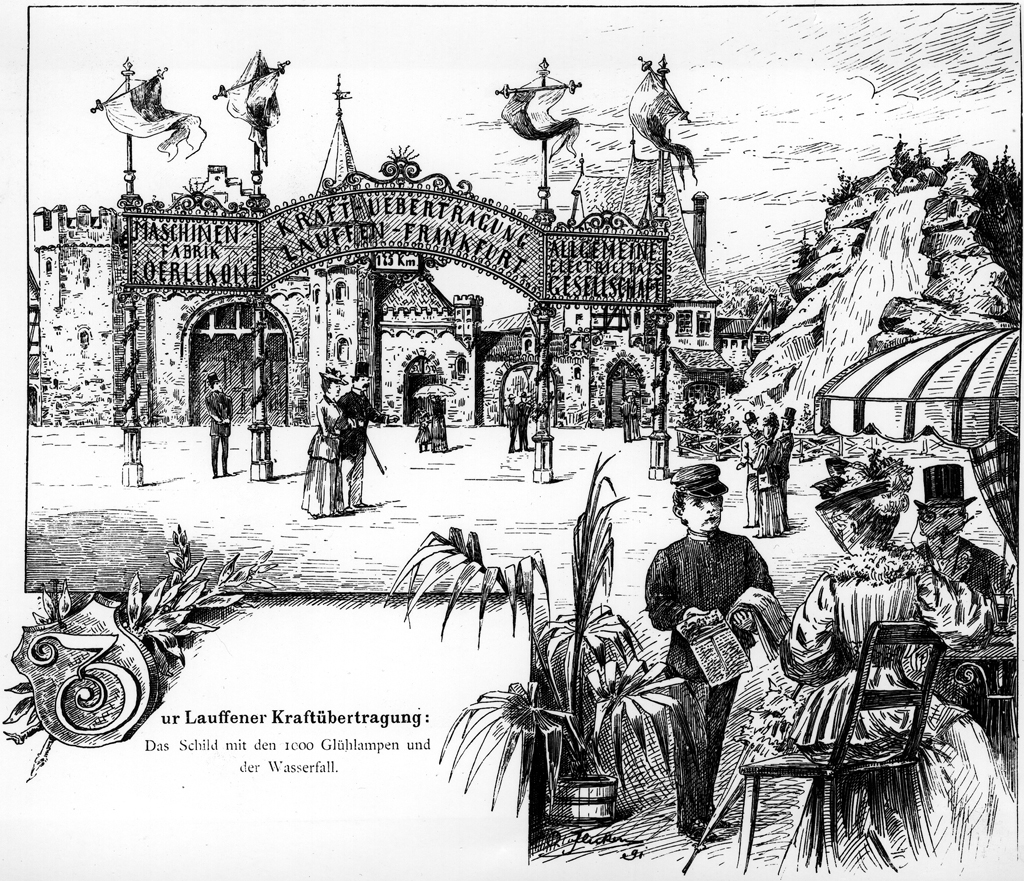
Zeitgenössische Lithografie des Eingangsbereichs der Elektrotechnischen Ausstellung 1891 mit dem Arkadenbogen (1000 Glühlampen) und dem künstlichen Wasserfall, der von einer 100-kW-Pumpe angetrieben wurde

Die Gesellschaft verdankt ihre Entstehung Emil Rathenau, der 1883 die Patente an den Erfindungen Thomas Alva Edisons zu Glühlampen für Deutschland erwarb und dazu in Berlin, Schlegelstraße 26, eine kleine Studiengesellschaft gründete. Diese Gesellschaft wurde im selben Jahr zur Deutschen Edison-Gesellschaft für angewandte Elektricität.
Die Edison-Gesellschaft gründete 1884 die Städtischen Elektricitätswerke (A.G.StEW) zu Berlin (ab 1887: Berliner Elektricitäts-Werke).
Von 1883 bis 1889 war der Münchener Ingenieur und spätere Gründer des Deutschen Museums Oskar von Miller der Direktor der Edison-Gesellschaft.

### Erste bedeutende Produkte
Emil Rathenau holte 1887 Michail von Dolivo-Dobrowolsky ins Unternehmen, der als Chefingenieur der Drehstromtechnik zur praktischen Anwendung verhalf, indem er den ersten funktionsfähigen Drehstrommotor erfand. 1891 gelang Miller und Dobrowolsky anlässlich der Internationalen Elektrotechnischen Ausstellung in Frankfurt am Main nachweislich die Übertragung von Drehstrom über eine größere Strecke: Der in einem Kraftwerk in Lauffen am Neckar erzeugte Strom wurde über die 175 Kilometer lange Drehstromübertragung Lauffen–Frankfurt transportiert, wo er auf dem Ausstellungsgelände 1000 Glühlampen speiste und einen künstlichen Wasserfall antrieb. Dieser Erfolg war der Beginn der allgemeinen Elektrifizierung mit Wechselstrom im Deutschen Reich und verhalf der AEG zum wirtschaftlichen Erfolg.

### Fabriken des Unternehmens
Die erste Fabrik befand sich ab 1886/1887 im Inneren eines Baublocks südwestlich vom Stettiner Bahnhof, erschlossen über das Grundstück Schlegelstraße 26/27. Dort nahm die Deutsche Edison-Gesellschaft von Emil Rathenau die Fabrikation von Glühlampen auf. Die umgenutzten Gebäude werden heute unter dem Namen Edison-Höfe vermarktet.
Bereits 1887 erwarb das Unternehmen im heutigen Ortsteil Berlin-Gesundbrunnen das Grundstück zwischen Ackerstraße, Feldstraße, Hermsdorfer Straße (heute Max-Urich-Straße) und Hussitenstraße, auf dem sich vorher die Weddingsche Maschinenfabrik von Wilhelm Wedding befand. 1887/1888 führten die Handwerksmeister H. Theleman und H. Büttner, C. Heidecke und der Baumeister A. Soeder dort einige Erweiterungen aus.

### AEG und weitere Bauten im Berliner Norden

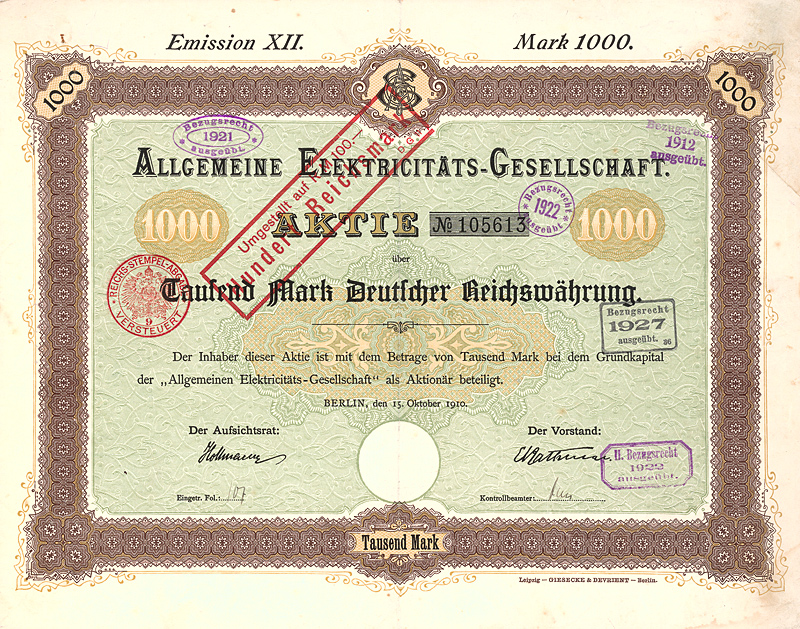
Aktie über 1000 Mark der Allgemeinen Elektricitäts-Gesellschaft vom 15. Oktober 1910

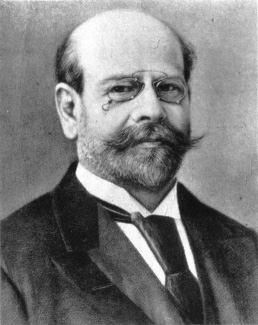
AEG-Gründer Emil Rathenau

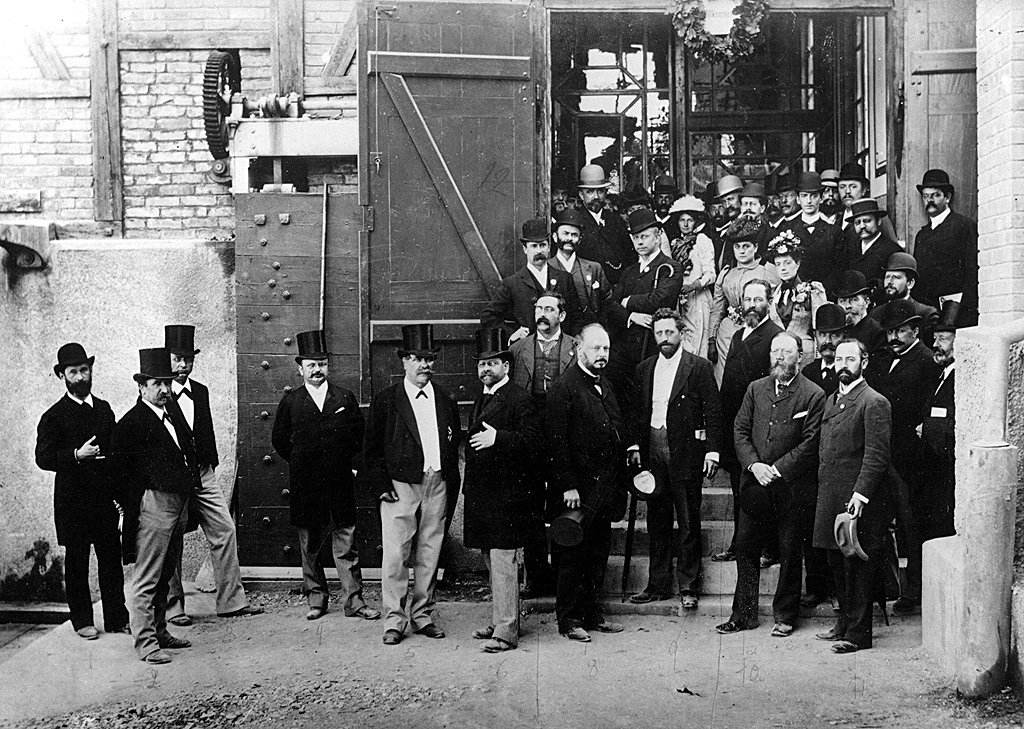
Emil Rathenau (1. Reihe, 6. von links) besucht am
12. September 1891 mit weiteren Prominenten das erste Drehstromkraftwerk in Lauffen am Neckar, das für die Internationale Elektrotechnische Ausstellung installiert wurde

Im Jahr 1888 erfolgte neben einer Umstrukturierung und Erweiterung der Produktionspalette die Umfirmierung in Allgemeine Elektricitäts-Gesellschaft, abgekürzt AEG. Auf dem Grundstück an der Ackerstraße entstand der Neubau eines fünfgeschossigen Fabrikgebäudes, dessen Gesamtplanung in der AEG-Bauabteilung unter Leitung des Bauingenieurs Paul Tropp entstand, während die Fassadengestaltung von dem renommierten Berliner Architekten Franz Schwechten stammt. Der zunächst als Apparatefabrik bezeichnete Neubau wurde im Zuge des Baus weiterer AEG-Fabriken zur Zählerfabrik. Das bis auf die oberen Geschosse des Flügels an der Hussitenstraße erhaltene Gebäude steht heute unter Denkmalschutz.
1894 wurde das Gelände des ehemaligen Berliner Viehmarkts zwischen Hussiten- und Brunnenstraße erworben, auf dem in vielen Bauabschnitten das zunächst noch als Maschinenfabrik charakterisierte Werk Brunnenstraße entstand, das heute – wie die südlich gegenüberliegende Apparatefabrik als Campus Wedding der Technischen Universität Berlin genutzt wird. Damit war auch ein Gleisanschluss an das Berliner Schienennetz hergestellt, eine Schienenverbindung zum Apparatewerk existierte jedoch noch nicht. Im Jahr 1897 wurde deshalb zwischen den beiden Grundstücken eine Untergrundbahn in einem eigens dafür gebauten Tunnel von 270 Metern Länge in Betrieb genommen. Mit seinen beiden oberirdisch angelegten Endstationen diente die Bahn nur dem innerbetrieblichen Personen- und Lastverkehr. Ausgeführt wurde der Tunnelbau unter der Leitung von C. Schwebel und Wilhelm Lauter, die ebenfalls den Spreetunnel Stralau für eine Straßenbahn-Linie planten.
Auf Drängen Kaiser Wilhelms II. gründeten die AEG und Siemens & Halske am 27. Mai 1903 zu gleichen Teilen mit einem Stammkapital von 300.000 Mark für den Bereich der drahtlosen Nachrichtenübermittlung in Berlin die Gesellschaft für drahtlose Telegraphie mbH, System Telefunken.

### Großzügige Neubauten im Berliner Südosten
Um die schrittweise Erweiterung der Produkte realisieren zu können, siedelte sich AEG ab den 1910er Jahren vor allem im bis dahin beschaulichen Oberschöneweide an. Dort waren mit der Nähe zur Spree und mit der Verlegung einer Industriebahn beste Transportvoraussetzungen gegeben. Unter Mitwirkung aller namhaften Architekten, die bereits für AEG-Gebäude entworfen hatten, entstanden nun dort zahlreiche Verwaltungsgebäude und Fabrikhallen.
Nachdem nach 1990 die ab 1949 von DDR-Betrieben genutzten Produktionsstätten aufgegeben worden waren, standen viele Gebäude leer. Im Lauf der letzten zwanzig Jahre (Stand 2018) haben sich aber unter anderem die Hochschule für Technik und Wirtschaft Berlin und einige Start-ups dort neu eingerichtet.
Eine 1910 errichtete große Halle in der Reinbeckstraße 12–38, die von den Vermarktern den Namen Spreehalle erhielt, wurde 2017/2018 saniert und großzügig ausgebaut. Das Architektenteam Feilden Clegg Bradley Studios nahm, nicht immer im Einklang mit dem Denkmalschutz, Einbauten aus Stahl und Beton vor und schnitt einen Hof in die Halle hinein. Das umgebaute Gebäude soll langfristig für verschiedene postindustrielle Nutzungen, beispielsweise Ateliers, dienen. Mit den Umbauarbeiten beteiligte sich das Studio am Wettbewerb um den Preis des Bundes Deutscher Architekten 2018.

### Produktpalette (Auswahl)

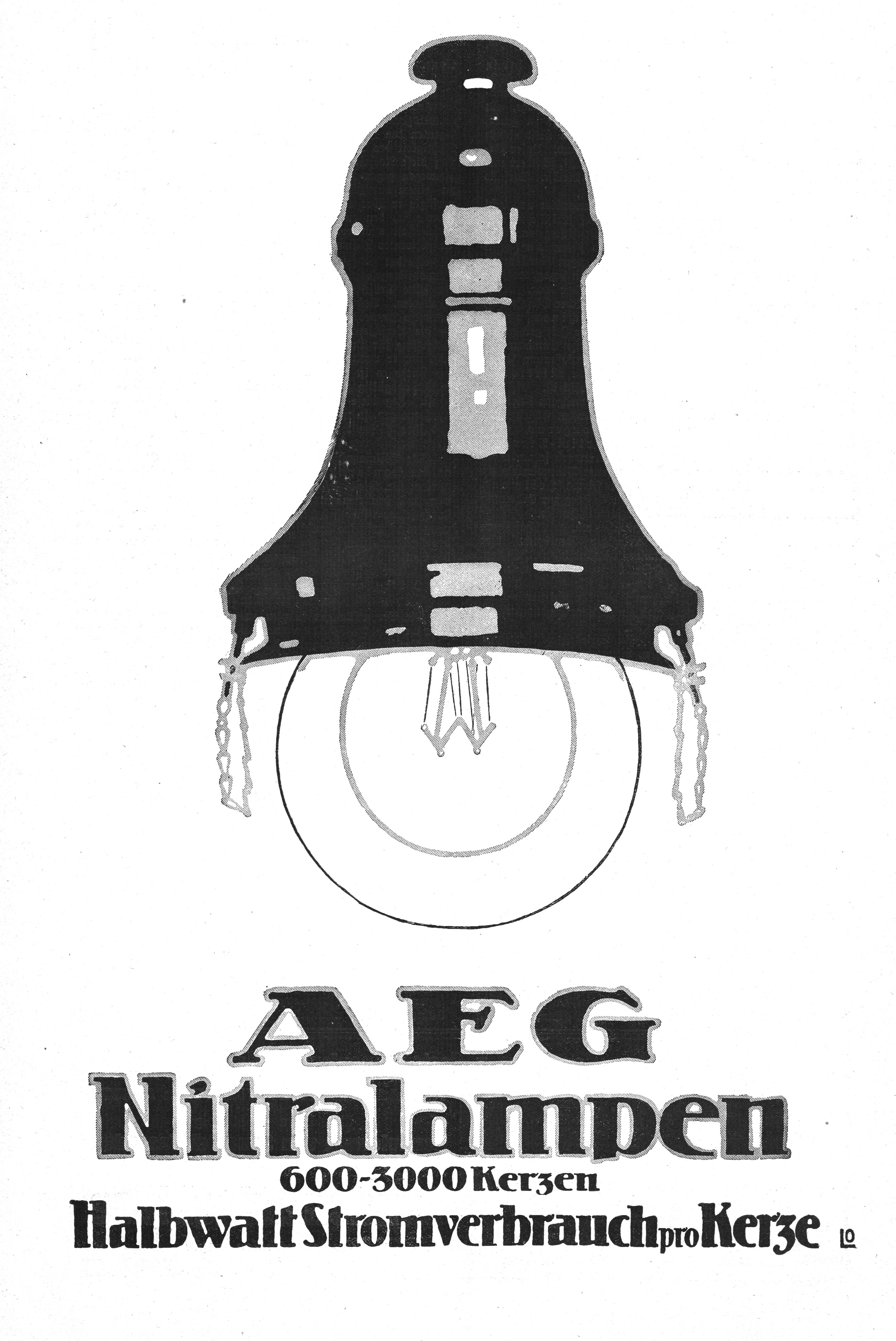
Werbung für die Nitralampe der AEG von 1913

1907 bestellte die AEG den Architekten Peter Behrens zum künstlerischen Berater. Er war für die Gestaltung sämtlicher Produkte, Grafik, der Werbemittel und der Architektur zuständig und gilt somit als der weltweit erste Corporate Designer. Produktgruppen wie die Wand- und Werksuhren oder die Wasserkocher wurden zu Archetypen des modernen Industriedesigns. Seine Entwürfe sind tendenziell reduktiv und stehen im Kontrast zu den zuvor opulent dekorativ gestalteten Dingen. Bei Konsumgütern, etwa bei Leuchten, wurden jedoch weiterhin auch historisierende Produkte angeboten, die auf die Zeit vor Behrens’ Tätigkeit zurückgehen und bis in die 1930er Jahre in hohen Stückzahlen abgesetzt wurden.
Die Tätigkeit der Gesellschaft erstreckte sich bald auf alle Gebiete der Starkstromtechnik, insbesondere auf Leuchtmittel, Elektromotoren, elektrische Bahnen, Anlagen der Elektrochemie, außerdem die Fertigung von Dampfturbinen, Dieselmotoren, Automobilen, Kabeln und Leitungsmaterialien. Ab 1922 gehörte auch die Porzellanfabrik Joseph Schachtel AG (Isolatorenherstellung) im schlesischen Charlottenbrunn-Sophienau (heute Jedlina-Zdrój) zur AEG. In den ersten Jahrzehnten besaß die Gesellschaft Werke in und um Berlin:
- Maschinenfabrik (Dynamomaschinen, Elektromotoren, Transformatoren)
- Apparatefabrik (Bogenlampen, Ausschalter, Sicherungen, Widerstände, Regler, Anlasser, Messinstrumente aller Art)
- Kabelwerk (Kupfer- und Metallwerk, Gummifabrikation, Mikanitfabrik)
- Glühlampenfabriken (Kohlefaden- und Metalldrahtglühlampen, Nernst-Lampen), 1920 in Osram überführt
- Turbinenfabrik Moabit (Dampfturbinen)

### Amerikanischer Einfluss ab 1929
1929/1930 übernahm der US-amerikanische Elektro- und Medienkonzern General Electric (GEC) zum Kurs von 200 Prozent AEG-Stammaktien im Nennwert von 30 Millionen Reichsmark, was einem Anteil von 27,5 Prozent des Grundkapitals entsprach, und entsandte fünf Mitglieder in den AEG-Aufsichtsrat. Auf der Generalversammlung der AEG am 27. August 1929 verteidigte sich Hermann Bücher gegen den Vorwurf der Aktionäre, die AEG degeneriere „zum Chef-Verkäufer der General Electric in Europa“, mit dem Argument, es gebe bindende Abmachungen, dass die GEC niemals mehr als 49 % erwerben könne. Dies wurde mit Gelächter quittiert, da auf Grund des zersplitterten Aktienkapitals die 27,5 % zur Kontrolle ausreichten. Am 12. Oktober 1929 spielte Carl Friedrich von Siemens in einer Rede im Reichstag auf die GEC-Beteiligung an, indem er ausführte: „Manche Führer der einst so stolzen Elektrotechnik haben zu früh das Steuer aus der Hand gegeben und den fremden Lotsen an Bord gerufen, weil sie nicht glaubten, den Sturm selbst meistern zu können“.

### Betriebswachstum und Nationalsozialismus

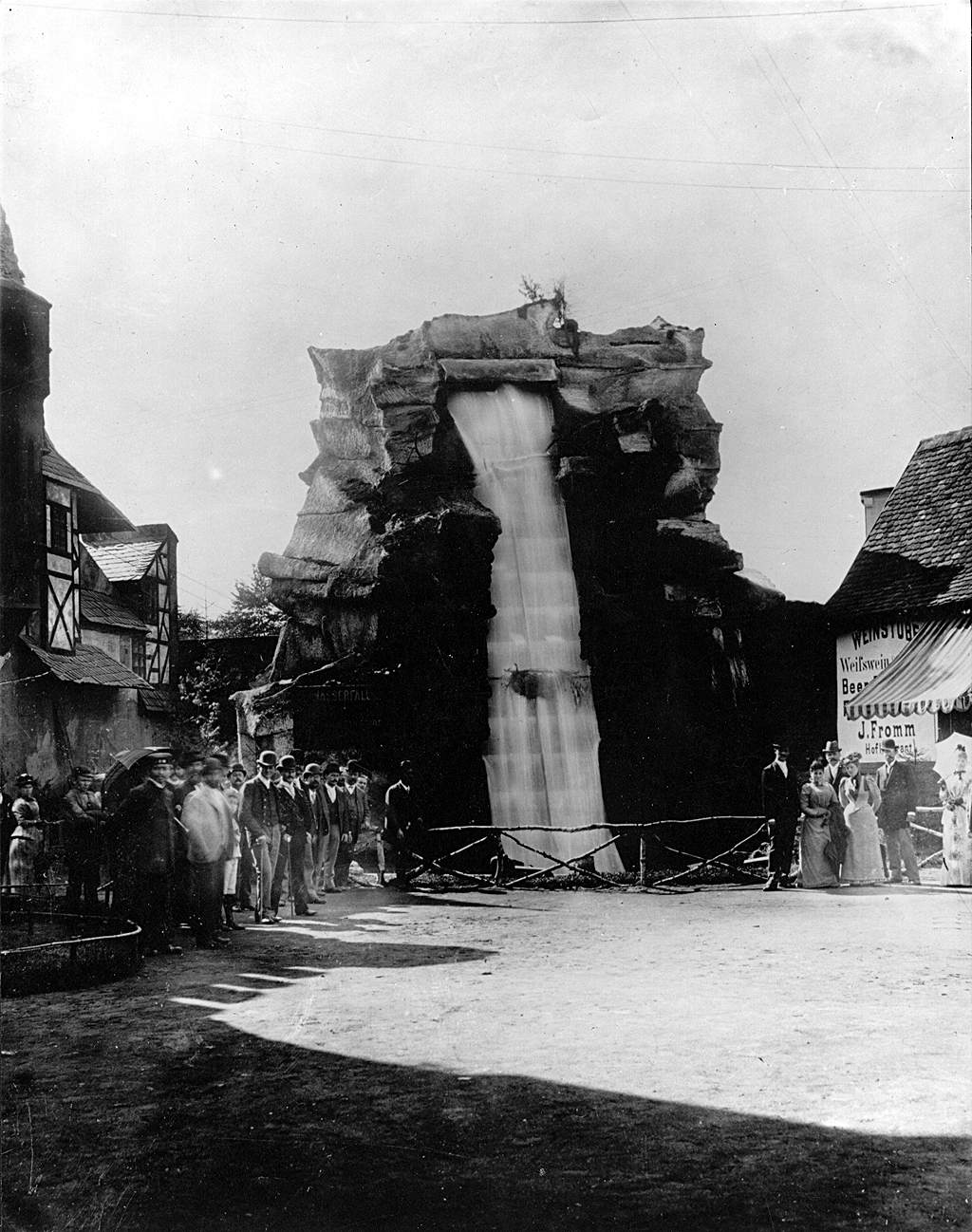
Künstlicher Wasserfall auf der Ausstellung 1891

Im Jahr 1897 wurde ein großes Areal in der damals selbstständigen Landgemeinde Oberschöneweide erworben und mit dem Bau der beiden Großbetriebe Kabelwerk Oberspree (KWO) und Transformatorenwerk Oberspree (TRO) nach Plänen der Architekten Peter Behrens und Ernst Ziesel begonnen.
Die Produktion von Nernstlampen begann 1899. Im selben Jahr wurde AEG am 10. Oktober Gründungsmitglied der Studiengesellschaft für Elektrische Schnellbahnen in Berlin. Ziel des Unternehmens war es, praktische Erfahrungen mit hohen Geschwindigkeiten bei elektrischer Traktion zu sammeln.
Die Erfindung des Haartrockners erfolgte 1900. Der Hersteller Sanitas sicherte sich 1909 den Begriff Foen als Wort-Bild-Marke. AEG übernahm Sanitas im Jahre 1957. Für AEG-Haartrockner war von 1941 bis 2001 die eingetragene Wort-Bild-Marke FOEN und von 1978 bis 2001 auch die Wortmarke TURBO FOEN vorbehalten.
Die AEG-Tochter Neue Automobil-Gesellschaft AG (N.A.G.) begann 1901 in der mechanischen Werkstatt des Kabelwerkes Oberspree in Oberschöneweide mit der Herstellung von Motorfahrzeugen. In der nicht weit entfernten Ostendstraße wurde von 1914 bis 1917 ein neues Fabrikgebäude (heutiger Peter-Behrens-Bau) für die NAG gebaut.
Die andauernden Patent-Streitigkeiten mit Siemens & Halske wurden 1903 durch die Gründung der gemeinsam betriebenen Gesellschaft für drahtlose Telegraphie m.b.H, System Telefunken beigelegt.
AEG und Union-Elektricitäts-Gesellschaft (UEG) fusionierten 1904. Das von Alfred Messel entworfene AEG-Haus am Friedrich-Karl-Ufer 2/4 (ab 1951: Kapelle-Ufer) in Berlin-Mitte wurde 1906 als neue Konzernzentrale bezogen.
Ab 1910 baute AEG auch Flugzeuge. Der Einstieg in den Flugzeugbau mit der Abteilung Flugzeugbau in Hennigsdorf bei Berlin wurde mit der Anlage des Werksflugplatzes Nieder Neuendorf 1912 ausgebaut.
Auch auf dem Gelände in Oberschöneweide erstellte man Erweiterungsbauten, u. a. durch AEG-Hausarchitekt Ernst Ziesel und den Bauingenieur Gerhard Mensch.

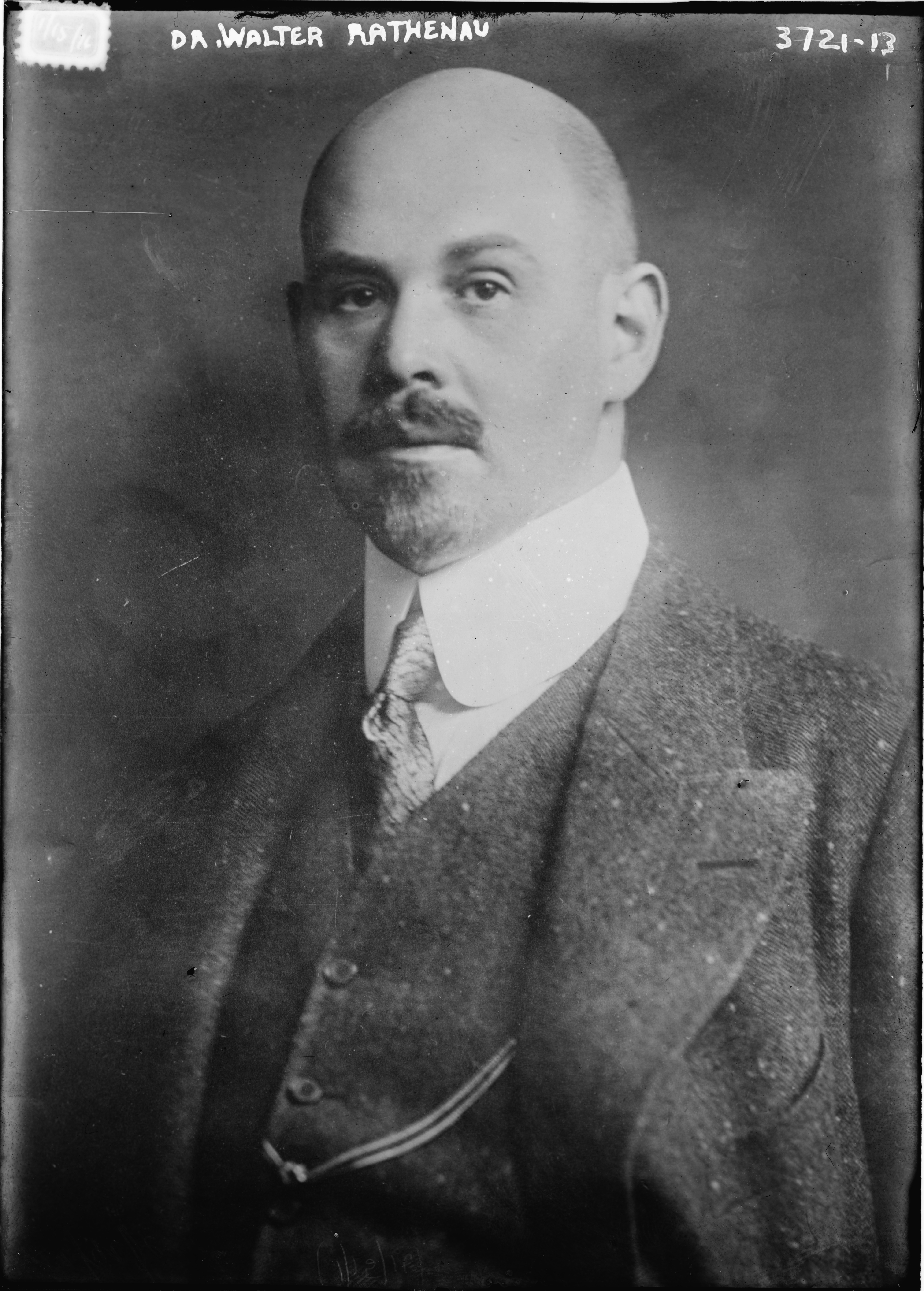
Walther Rathenau, Aufsichtsratsvorsitzender der AEG ab 1912

Der Tod des AEG-Gründers Emil Rathenau im Alter von 76 Jahren an den Folgen (u. a. Beinamputation) seines Diabetes mellitus am 20. Juni 1915 in Berlin führte zur Übernahme des Präsidiums der AEG durch seinen Sohn Walther Rathenau bis zu dessen Ermordung am 24. Juni 1922. 1915 stiftete die AEG ein neues Gebäude an die Berliner Secession. Den Vorsitz des Direktoriums der AEG ab 1915 und später den Vorstandsvorsitz der Gesellschaft übernahm bis 1928 Felix Deutsch, dem bis 1946 Hermann Bücher folgte. Sein Stellvertreter ab 1930 bis 1945 war Waldemar Petersen.
Im Metall-Labor der AEG Berlin entdeckte Jan Czochralski 1916 die Möglichkeit Einkristalle herzustellen. Heute werden 95 % der Weltproduktion an einkristallinen Silicium nach dem Czochralski-Verfahren hergestellt.
Der Konzern kaufte 1926 die Grundstücke Hoffmannstraße 17–23 (seit Dezember 2010: Martin-Hoffmann-Straße) in Berlin-Alt-Treptow und errichtete dort nach Plänen von Ernst Ziesel die Apparate-Werke Treptow (AT), die 1928 bereits 4000 Menschen beschäftigten. Dort wurden elektrische Schaltgeräte, Messinstrumente (Stromzähler), Rundfunkempfänger (Röhrenradios) sowie Relais und Quecksilberdampfgleichrichter hergestellt. Noch wenige Monate vor Kriegsende zu 80 % zerstört, wurden die Apparate-Werke Treptow 1948 zur Sowjetischen Aktiengesellschaft (SAG) und in Elektro-Apparate-Werke Berlin-Treptow (EAW) umbenannt. Nach der Übergabe in DDR-Besitz wurden die EAW 1954 zum VEB Elektro-Apparate-Werke Berlin-Treptow „Friedrich Ebert“.
Das Berliner Schau- und Verkaufsgebäude in der Luisenstraße 35 wurde am 15. September 1927 bei einem Brand zerstört. Als Ersatz wurde im Jahr darauf zwischen Oranienburger- und Friedrichstraße eine Fläche von 10.500 m² in dem 1908 fertiggestellten Komplex der Friedrichstraßenpassage, die bis 1914 ein Wertheim-Kaufhaus beherbergte, zum neuen Schau- und Verkaufshaus umgebaut und dieses als Haus der Technik bezeichnet. Dort wurde in der Friedrichstraße 110–112 im April 1939 von der Reichspost die vierte Fernsehsprechstelle Berlins eingerichtet. (→ Geschichte des Fernsehens in Deutschland) Die Reste des ehemaligen AEG-Verkaufsgebäudes wurden zwischen 1990 und 2012 als Kulturzentrum Kunsthaus Tacheles genutzt.
Die Vorstellung des weltweit ersten Tonbandgerätes Magnetophon K1 auf der Großen Deutschen Funk-Ausstellung Berlin fand ebenso im Jahr 1935 statt wie die Übernahme der Borsig Lokomotiv-Werke, deren Lokomotivbau dann nach Hennigsdorf verlagert wurde.
Nach der Einstellung ihrer Automobilfertigung richtete die AEG 1938 im ehemaligen N.A.G.-Gebäude in der Ostendstraße die Röhrenfabrik Oberspree (RFO) ein, die u. a. spezielle Elektronenröhren für die von der GEMA in Köpenick entwickelten Radargeräte der Wehrmacht herstellte. Die Sowjetische Militäradministration in Deutschland (SMAD) gründete dort im Juli 1945 das Labor, Konstruktionsbüro und Versuchswerk Oberspree (LKVO), das ab Mai 1946 als Oberspreewerk (OSW) firmierte. Der im Juli 1951 in Werk für Fernmeldewesen (HF) umbenannte Betrieb wurde 1960 zum RFT Werk für Fernsehelektronik (WF).
1940 kam es zum Ausgleich mit Siemens & Halske, gemeinsame Verflechtungen wurden weitestgehend aufgelöst. Das Gemeinschaftsunternehmen Osram kam zu Siemens und das Gemeinschaftsunternehmen Telefunken zur AEG. Siemens & Halske bekam die Erlaubnis, bis Kriegsende die Telefunken-Patente weiter zu nutzen.
Nach der deutschen Besetzung Lettlands 1941 übernahm die AEG die VEF Valsts elektrotehniskā fabrika in Riga. Das Werk wurde in AEG Ostlandwerk GmbH umbenannt und beschäftigte Zwangsarbeiter des Rigaer KZ Kaiserwald. 1944, vor der Eroberung Rigas durch die Rote Armee wurden der größte Teil der technischen Anlagen des Werks und die fertigen Produkte nach Deutschland überführt und der Rest gesprengt.

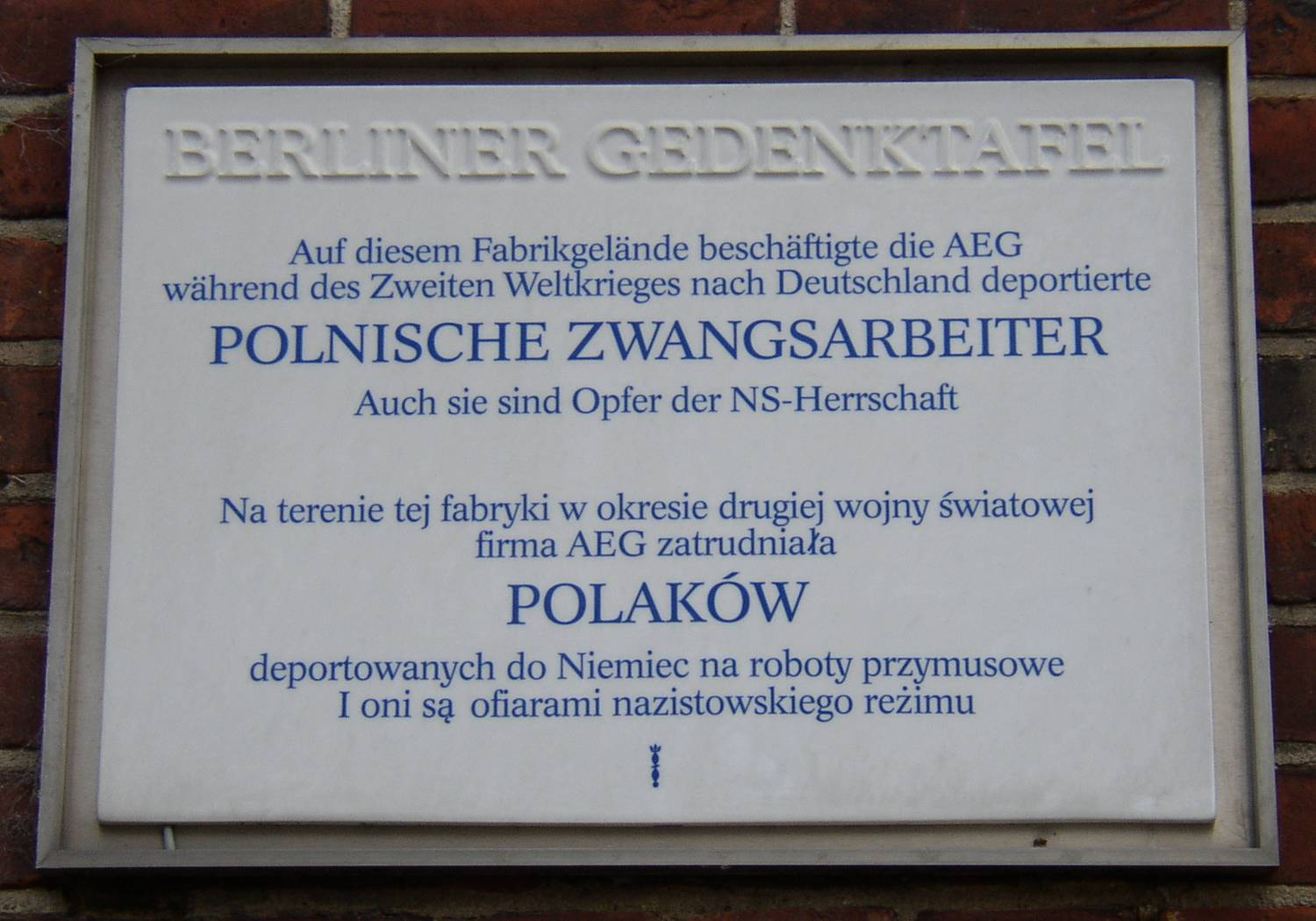
Berliner Gedenktafel für polnische Zwangsarbeiter in Berlin-Gesundbrunnen (Gustav-Meyer-Allee 25)

In Berlin setzte die AEG ab 1939 Zwangsarbeiter ein. Sie kamen u. a. aus Belgien, Dänemark, Frankreich, den Niederlanden, Polen und der Sowjetunion. 1942 beschäftige der Konzern 175.000 Arbeitskräfte, von denen Zwangsarbeiter 35 Prozent ausmachten, in manchen Abteilungen bis zu 60 Prozent. Ab 1942/43 wurden KZ-Häftlinge verstärkt bei AEG eingesetzt. Ein Außenlager des KZ Sachsenhausen wurde bei der AEG in Berlin-Köpenick eingerichtet.

### Gebäude (Auswahl)

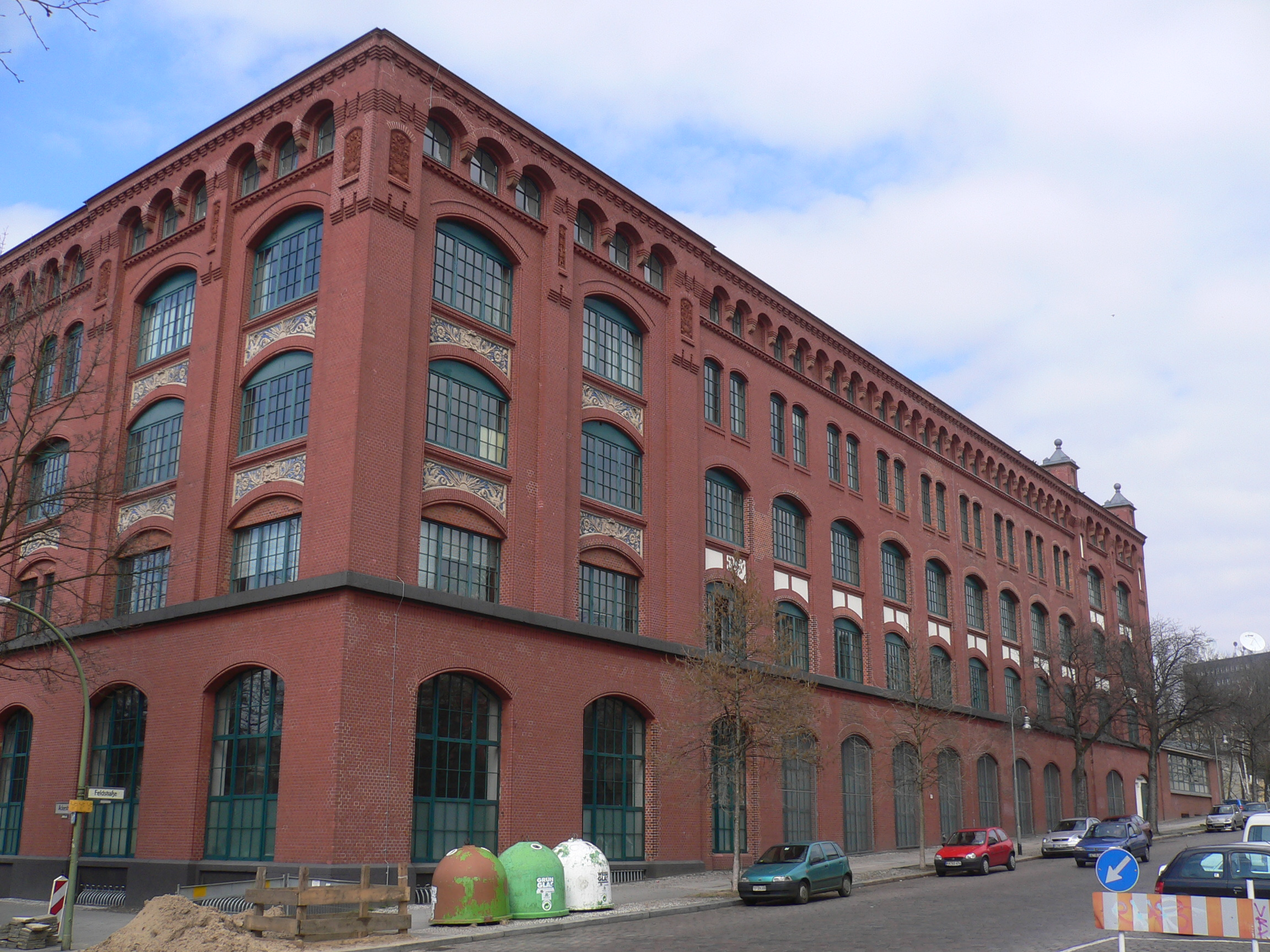
Apparatefabrik (Zählerfabrik) in Berlin-Gesundbrunnen, Ackerstraße/Feldstraße; 1888–1890 von Paul Tropp und Franz Schwechten
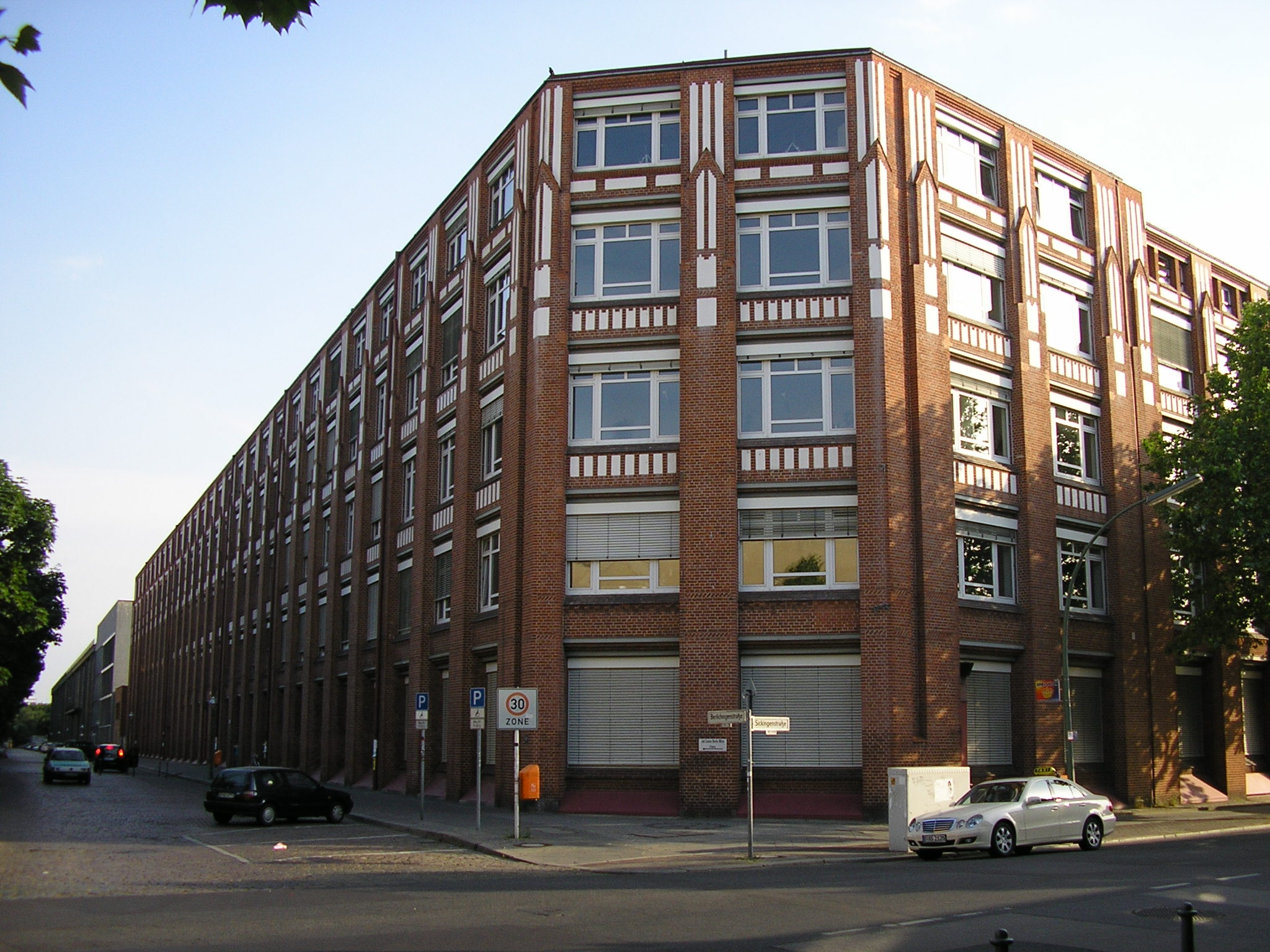
Glühlampenfabrik in Moabit, Sickingenstraße 70/71; erbaut 1907–1912, ab 1920 Osram-Werk A (wie AEG), ab 1939 Telefunken-Werk für Elektronenröhren, seit 2005 Jobcenter Berlin-Mitte
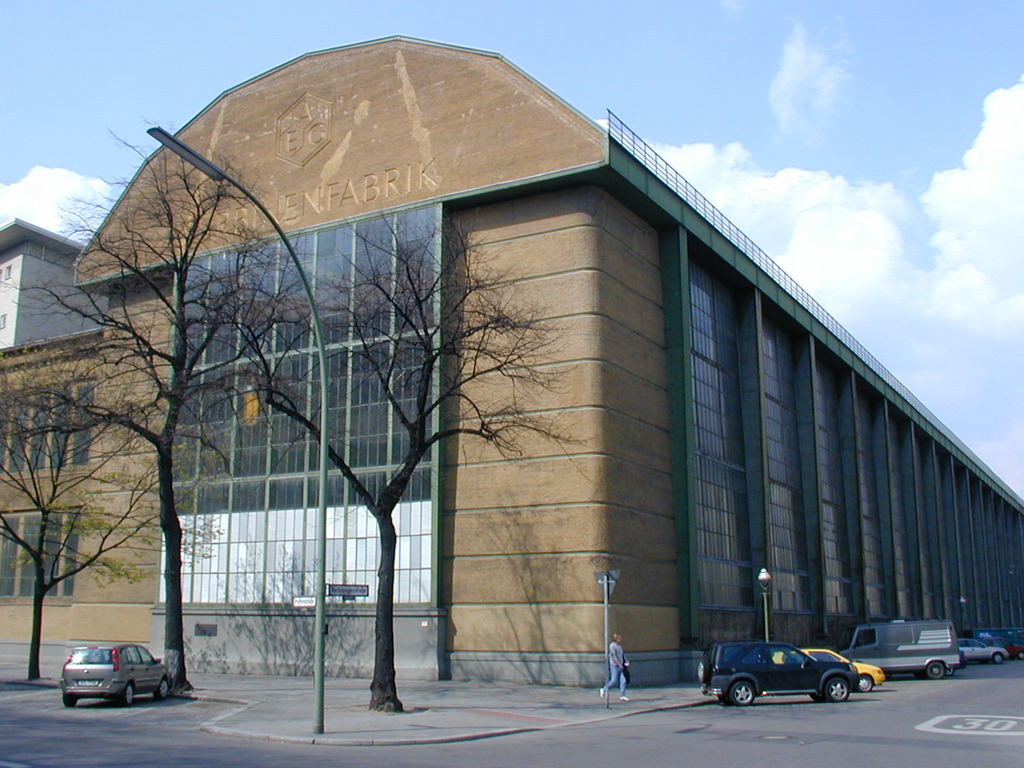
Turbinenfabrik in Moabit, Huttenstraße 12–16; 1909 von Peter Behrens und Karl Bernhard, heute Siemens Energy, Gasturbinenwerk Berlin
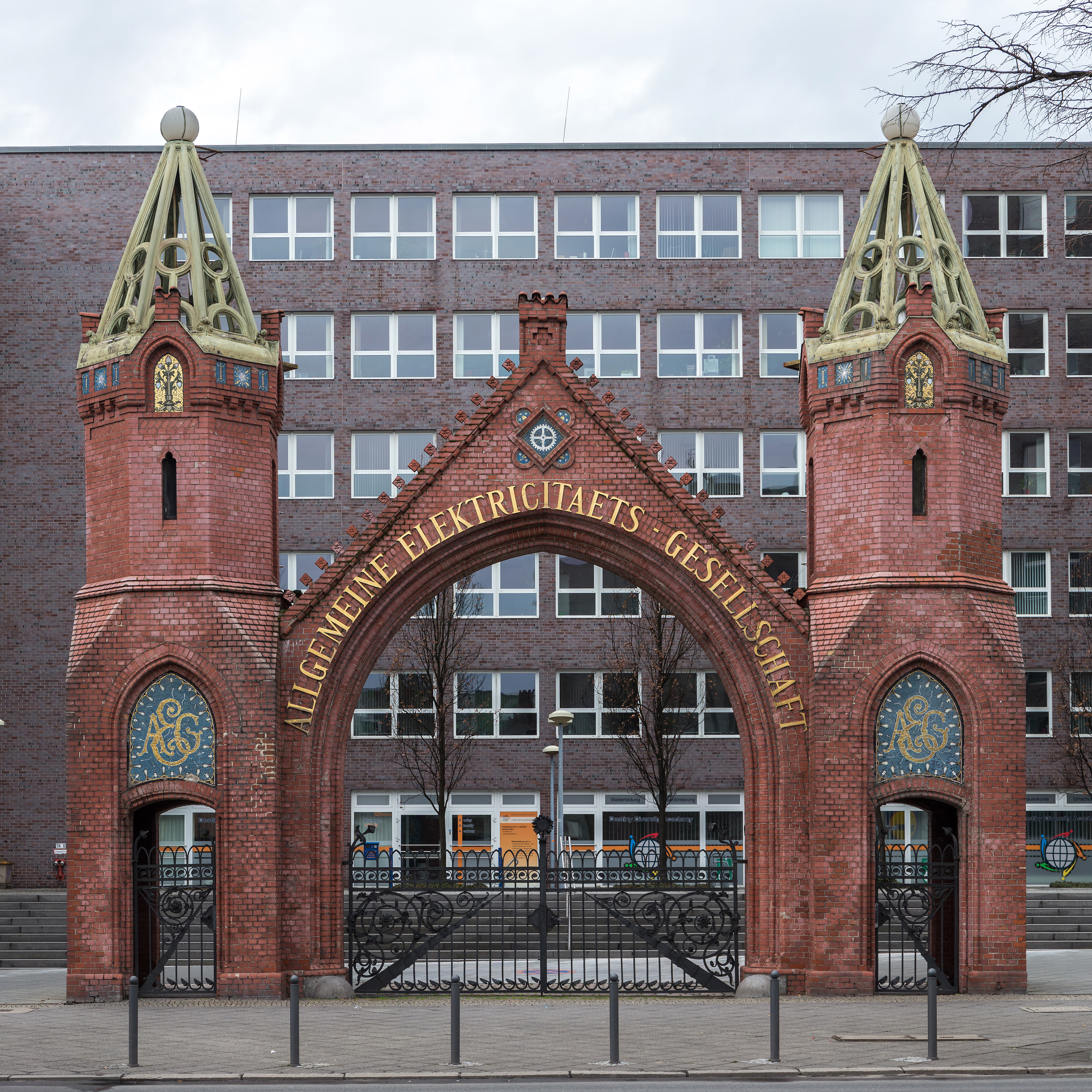
Werk Brunnenstraße: Beamtentor, Brunnenstraße 107a; 1897 von Franz Schwechten
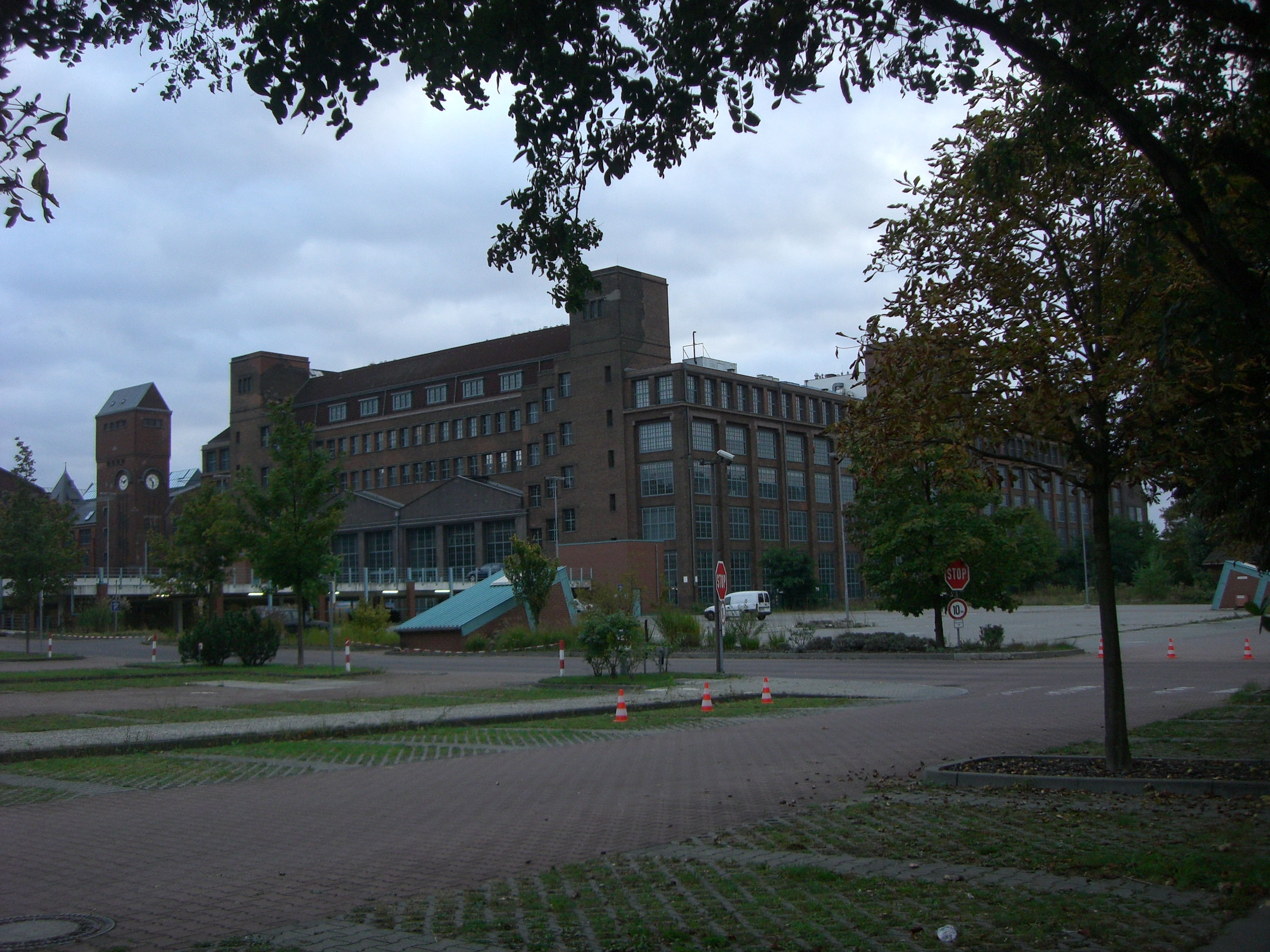
Werk Brunnenstraße: Hochspannungsfabrik (später Widerstandfabrik, von der Gustav-Meyer-Allee aus gesehen); 1910 von Peter Behrens
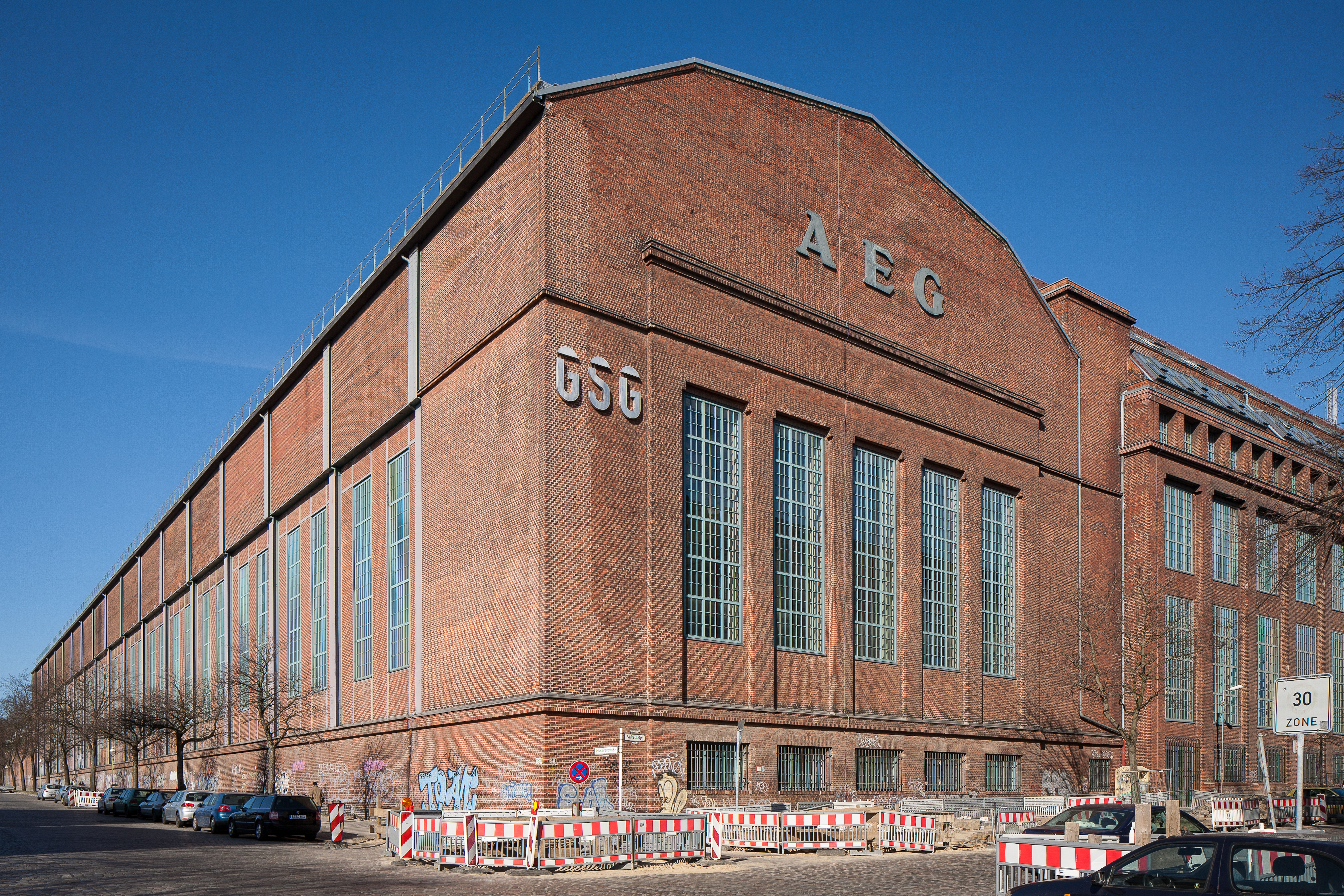
Werk Brunnenstraße: Großmaschinenfabrik II, Voltastr./Hussitenstraße; 1911–1912 von Peter Behrens

### 1945 bis Ende der 1960er Jahre

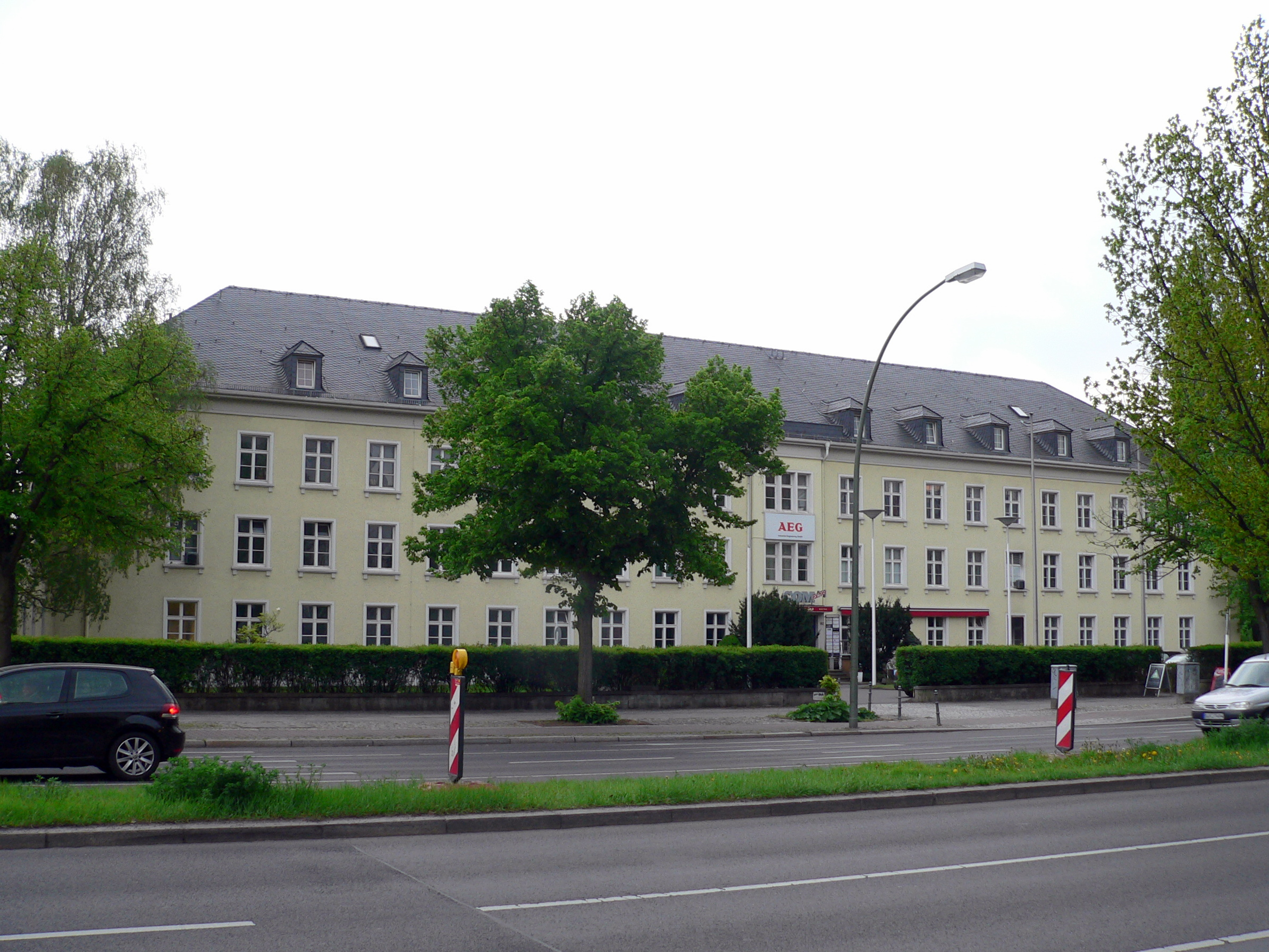
Vertriebsbüro in Berlin am Hohenzollerndamm 152, Zustand im Jahr 2010

Nach dem Zweiten Weltkrieg war die Konzernzentrale, das AEG-Haus am Friedrich-Karl-Ufer, fast völlig zerstört und lag zudem im sowjetischen Sektor von Berlin. Das Werk in Hennigsdorf wurde von der Sowjetischen Militäradministration in Deutschland (SMAD) beschlagnahmt und 1948 zum VEB Lokomotivbau Elektrotechnische Werke Hennigsdorf (LEW). Ebenso wurden das Kabelwerk Oberspree (KWO), das Transformatorenwerk Oberspree (TRO) in Berlin-Oberschöneweide und die Apparatefabrik Treptow zunächst Sowjetische Aktiengesellschaften (SAG) und später auch VEB. Der Wiederaufbau des Konzerns konnte, auch wegen der Mitte 1948 beginnenden Berliner Blockade, nicht von der nun geteilten Stadt aus bewältigt werden. Die Unternehmensleitung für die nicht enteigneten Unternehmensteile wurde daher zunächst nach Hamburg verlegt.
In Berlin-Schmargendorf wurde am Hohenzollerndamm 150–152 in dem ausgedehnten Gebäudekomplex des ehemaligen Wehrkreiskommandos III der Wehrmacht ab 1948/1950 eine Dependance für verschiedene Geschäftsbereiche und ein Vertriebsbüro eingerichtet. Mit dem Verlust der KWO und TRO am größten Standort Oberschöneweide wurde die Kabelherstellung bei der AEG völlig eingestellt und in der Brunnenstraße (Bezirk Berlin-Wedding) der Bau von Leistungstransformatoren neu eingerichtet. Nach Wiederaufnahme der Produktion in West-Berlin, Nürnberg (Hausgeräte), Stuttgart (Elektrowerkzeuge) und Mülheim an der Ruhr (Ausbesserungswerk für Hochspannungs-Transformatoren) entstanden in Westdeutschland neue Werke, unter anderen ab Mai 1946 die Zählerfabrik in Hameln, die später auch Sicherungsautomaten und technische Leuchten produzierte und 1963 rund 2500 Mitarbeiter beschäftigte. Viele der neuen Fabriken, wie etwa die aus Erfurt verlagerten Olympia-Büromaschinenwerke, wurden zunächst in ehemaligen Liegenschaften der Wehrmacht eingerichtet, die sich jedoch für die Fertigung nur bedingt eigneten und der AEG auf Dauer Wettbewerbsnachteile brachten.
- 1948: Die AEG-Fabrik Kassel (FK) in der Lilienthalstraße 150 wurde in den Hallen des ehemaligen MWK (Motorenbau Werk Kassel) in Betrieb genommen. Als erster Fabrikteil nahm die Hochspannungsschaltgerätefabrik (HSF) die Fertigung auf, später folgten die Kühlgerätefertigung (KSF), Fahrkartendruckerfabrik (FDF), Isolierstofffabrik (IF) sowie das weltweit anerkannte Hochspannungsinstitut (HI). In den frühen 1960er Jahren arbeiteten mehr als 5000 Mitarbeiter in den verschiedenen Bereichen des Werkes Kassel.
- 1951: Das AEG-Hochhaus am Theodor-Stern-Kai in Frankfurt am Main wurde als neue Unternehmenszentrale bezogen. Das Werk in Oldenburg (Oldb.) produzierte Kleinmotoren und Hausgeräte und beschäftigte 1963 rund 2650 Mitarbeiter. Die Zahl der Beschäftigten im Konzern stieg von 20.900 im September 1948 auf 55.400 Personen im September Jahres 1957. Im selben Jahr überstieg der Umsatz erstmals eine Milliarde DM. Die hohen Investitionen für den Neuaufbau der AEG (von 1948 bis 1956 über 500 Millionen DM) belasteten allerdings die Bilanz erheblich.
- 1958: Das Unternehmen stellte mit dem Lavamat seinen ersten Waschvollautomaten vor. In der Werbung für AEG-Hausgeräte wurde erstmals der Slogan AEG: Aus Erfahrung Gut verwendet, woraus der Volksmund alsbald Alles Ein Gammel – Aber Es Geht machte oder: Auspacken, Einschalten, Garantiefall bzw. Geht nicht, oder auf Ostfränkisch: Allmächd, Edz Gäihds oder auch Alteisen-Gesellschaft.
- 1960 wurde in Berlin das Telefunken-Hochhaus als Zentrale des AEG-Tochterunternehmens Telefunken errichtet. Nach der Fusion beider Unternehmen zur AEG-Telefunken AG wurde es von dieser weiter genutzt und schließlich 1975 an den Berliner Senat verkauft, der es der TU Berlin überließ.
- 1962: Der AEG-Konzern umfasste in der Bundesrepublik 127.000 Beschäftigte und erwirtschaftete einen Jahresumsatz von 3,1 Milliarden DM. In Springe eröffnete die AEG im Februar 1962 eine neue Fabrik zur Herstellung von Regel- und Steuergeräten mit 200 Beschäftigten.
- 1962: Patenterteilung für das von Walter Bruch bei Telefunken in Hannover entwickelte PAL-Farbfernsehsystem.
- 1965: Das erste optoelektronische Lichtwellenleiter-System erfand 1965 Manfred Börner. Er entwarf ein optisches Weitverkehrs-Übertragungssystem, das Laserdioden, Glasfasern und Photodioden kombinierte. 1966 meldete er das System für das Unternehmen AEG-Telefunken zum Patent an. Alle optischen Weitverkehrs-Übertragungssysteme arbeiten noch heute nach diesem von Manfred Börner vorgeschlagenen Systemprinzip. Für seine Erfindung wurde Börner 1990 mit dem Eduard-Rhein-Preis ausgezeichnet.
- 1966: In Berlin wurde im Bezirk Wedding die Größtmaschinenhalle auf dem Areal Brunnenstraße fertiggestellt. Sie galt zu dieser Zeit als größte Halle der Branche in Europa (175 m lang, 45 m breit und 26 m hoch) und gestattete mit vier koppelbaren Kranbahnen den Bau von Motoren und Generatoren größter Leistungen und mit Einzelgewichten bis 400 t für den Weltmarkt. Zur Grundsteinlegung war der damalige Justizminister der USA, Robert F. Kennedy, anwesend. Die Halle wurde nach Schließung der Betriebsstätte Brunnenstraße 1986 abgerissen. An der Brunnenstraße wurden von Siemens Nixdorf neue Gebäude errichtet, die auch heute noch vorhanden sind. Der Abriss ist für die zweite Jahreshälfte 2024 geplant.[21]

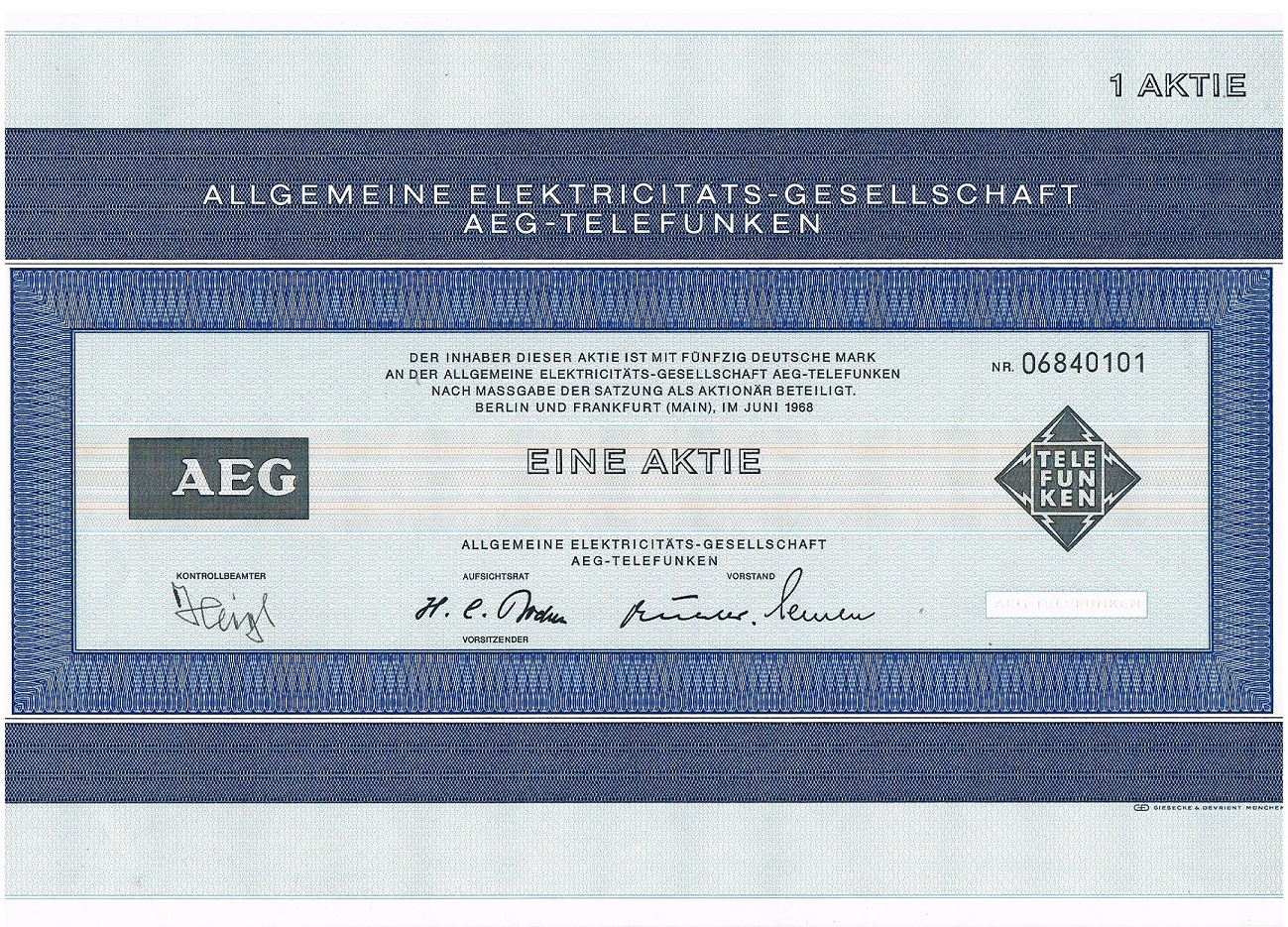
Aktie von 1968

- 1. Januar 1967: Fusion mit Telefunken zu: Allgemeine Elektricitäts-Gesellschaft AEG-Telefunken mit Sitz in Frankfurt am Main. Übernahme der Linde Haushaltsgeräte GmbH von der Linde AG.[22]

### Niedergang und Verlust der Selbstständigkeit
- 1970: Weltweit stand AEG-Telefunken mit 178.000 Mitarbeitern an zwölfter Stelle in der Weltrangliste der größten Elektrounternehmen. Die Unternehmenskrise zeichnete sich jedoch ab. Das Unternehmen wurde unter anderem durch letztlich erfolglose Projekte wie den Bau einer automatischen Gepäckförderanlage am Flughafen Frankfurt Main und den Einstieg in den Bau von Kernkraftwerken belastet. Die von der AEG in den 1960er Jahren entwickelte Baulinie von Siedewasserreaktoren konnte sich am Markt nicht durchsetzen. Insbesondere das Kernkraftwerk Würgassen, dessen Inbetriebnahme sich wegen einer Reihe von technischen Problemen um Jahre verzögerte, kostete die AEG Hunderte von Millionen Mark. Neben solchen technischen Problemen war eine Hauptursache für den Zusammenbruch ein chaotisches Finanz- und Planungswesen. Planungsunterlagen waren unnötig ausführlich und dadurch unverständlich. In Frankfurt gab es eine aufgeblähte, ineffektive Unternehmenszentrale mit fast 1000 Mitarbeitern. Gewinne und Verluste verschiedener Geschäftsbereiche wurden durch das Rechnungswesen so zusammengeführt, dass schließlich kein einziger Bereich tatsächliche Gewinne auswies. Mit derartigen Problemen stand die AEG nicht allein (siehe u. a. auch Untergang von Borgward und Vulkan-Werft).
- 1972: Der Konzern schüttete letztmals eine Dividende aus. Die Unterhaltungselektronik wurde unter dem Namen Telefunken Fernseh und Rundfunk GmbH mit Sitz in Hannover ausgegliedert. Die Computertechnik folgte: Das Tätigkeitsgebiet der Großrechner (TR 4, TR 10, TR 440) wurde zunächst in eine Kooperation unter dem Namen Telefunken Computer GmbH mit dem Unternehmen Nixdorf Computer eingebracht und zwei Jahre später an Siemens verkauft (Computer Gesellschaft Konstanz). Das Tätigkeitsgebiet der Prozessrechner (TR 84, TR 86, AEG 60-10, AEG 80) wurde im Geschäftsbereich Automatisierungstechnik (ab 1980 als ATM Computer GmbH) weitergeführt.
- 1975: Das ehemalige Telefunken-Hochhaus am Berliner Ernst-Reuter-Platz wurde an den Berliner Senat verkauft. Das Gebäude war bereits früher an die TU Berlin vermietet worden.
- 1976: Um die im neuen Mitbestimmungsgesetz festgelegte paritätische Mitbestimmung der Arbeitnehmer im Aufsichtsrat zu umgehen, wurden vom neuen AEG-Vorstandsvorsitzenden Walter Cipa – der promovierte Geologe kam von der Gelsenkirchener Bergwerks-AG und war bis Ende Januar 1980 AEG-Chef – neben den beiden selbstständigen Unternehmen AEG Hausgeräte GmbH und Telefunken Fernseh und Rundfunk GmbH zusätzlich vier Betriebsführungsgesellschaften mit der Rechtsform einer AG gegründet, die zu 100 Prozent Unternehmenstöchter der Konzernmutter waren (die Zahlen in Klammern beziehen sich auf den Anteil am Konzernumsatz im Jahre 1980):
  - AEG-Telefunken Anlagentechnik AG (37 %)
  - AEG-Telefunken Serienprodukte AG (16 %)
  - AEG-Telefunken Kommunikationstechnik AG (6 %)
  - Olympia-Werke AG (Unternehmensbereich Bürotechnik, 7 %)
  - AEG-Hausgeräte GmbH (22 %)
  - Telefunken Fernseh und Rundfunk GmbH (12 %)
- 1979 wurde unter Fortfall der noch aus dem Jahr 1887 stammenden Zusatzbezeichnung Allgemeine Elektricitäts-Gesellschaft die Firma aus EG-rechtlichen Gründen in AEG-Telefunken Aktiengesellschaft geändert.
- 1980: Heinz Dürr wurde zum 1. Februar Vorstandsvorsitzender (bis 1990)

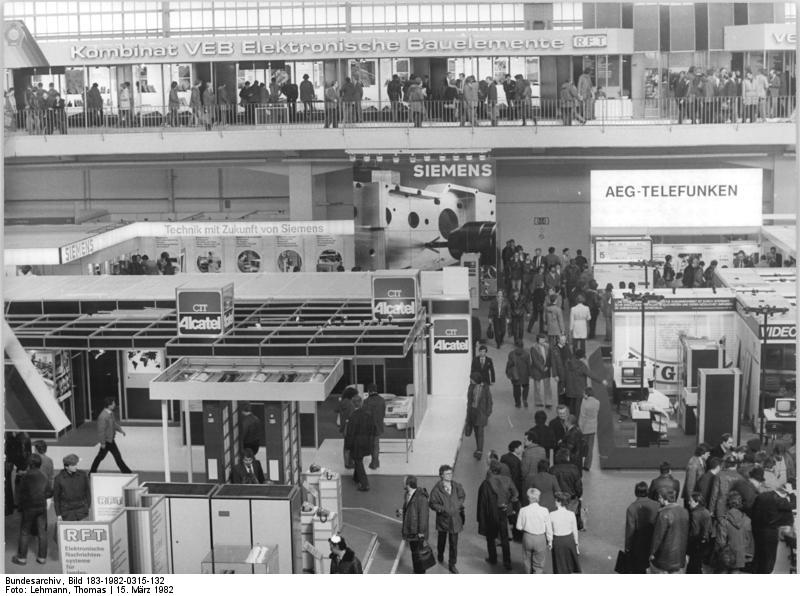
Messestand der AEG-Telefunken auf der Leipziger Frühjahrsmesse 1982

- 1981 wurde in Wedel die erste vollautomatische Fertigungsstrecke der Welt zur Herstellung von terrestrischen Solarmodulen konzipiert und in Betrieb genommen. Sie bestand aus zwei Schweißmaschinen, einer Vakuumkammer (um den Verbund aus Glas, Folie und verschalteter Solarzellenmatrix zu fügen), einer Rahmungsstation, einem Messplatz und peripheren Fertigungseinrichtungen wie Folienschneidemaschine und Waschanlage. Die einzelnen Stationen waren durch ein Transportsystem miteinander verbunden. Etwa zwei Megawatt Modulkapazität pro Jahr konnten hier gefertigt werden. 1983 ging mit einer 300-kWp-Anlage auf der Insel Pellworm das seinerzeit größte Photovoltaik-Kraftwerk in Betrieb. Vier Jahre später wurden die Solarzellen- und Solarmodulproduktion am Standort Wedel zusammengeführt. Das Solarzentrum war seinerzeit rund 9000 Quadratmeter groß.
- 1982: Am 9. August musste die Konzernleitung beim Amtsgericht Frankfurt am Main Vergleich anmelden. Ein Sanierungskonzept, das Bundesbürgschaften von 600 Mio. DM und neue Bankkredite von 275 Mio. DM vorsah, scheiterte zunächst an der Uneinigkeit der Banken, dann gewährte ein Bankenkonsortium dem AEG-Konzern bis Juni 1983 ein Verwalterdarlehen von 1,1 Mrd. DM. Davon waren 700 Mio. DM sofort verfügbar und 400 Mio. DM nach Zusage einer Bürgschaft durch den Bund. Vergleichsverwalter war der Rechtsanwalt Wilhelm Schaaf, aus Frankfurt am Main. Infolge des Vergleichsverfahrens der AEG (August 1982 bis Oktober 1984) wurden weitere wesentliche Kernbereiche abgegeben. Hiervon war nicht nur die AEG-Telefunken AG, sondern auch die Tochtergesellschaften Küppersbusch AG in Gelsenkirchen, die Hermann Zanker Maschinenfabrik GmbH & Co. KG in Tübingen und die Carl Neff GmbH in Bretten waren betroffen. Die Alno-Möbelwerke GmbH & Co. KG in Pfullendorf wurden wieder von den bisherigen Minderheitsgesellschaftern der Familie Nothdurft übernommen und aus dem Konzern ausgegliedert. Auch Zulieferer der AEG mussten Konkurs anmelden, u. a. die Becher & Co. Möbelfabriken KG in Bühlertann. Mitauslöser dafür waren unangemessene Unternehmensaufkäufe und mangelnde Kontinuität der Unternehmenspolitik. Eine Auswirkung des Vergleichs war unter anderem der Verkauf des Areals der traditionellen Maschinenfabrik Brunnenstraße im damaligen Berliner Bezirk Wedding. Damit wurden die Groß- und Kleinmaschinenfabrik zugunsten der Lloyd Dynamowerke in Bremen (mittelgroße elektrische Maschinen), der AEG-Kanis Turbinenfabrik GmbH in Essen (Gasturbinen sowie Reparatur von elektrischen Maschinen) und des Unternehmens Bauknecht (Kleinmaschinen, Hausgeräte) aufgegeben. Für die ebenfalls auf diesem Areal befindlichen Stromrichterfabrik und Bahnfabrik wurden neue Fabriken in Berlin-Marienfelde bzw. Berlin-Spandau erbaut. Das Großrechenzentrum und das Institut für Automation wurden an anderen Standorten untergebracht.
- 1983/1984: Die Sparte Unterhaltungselektronik (Telefunken Fernseh und Rundfunk GmbH) wurde an den französischen Staatskonzern Thomson-Brandt verkauft, der in der Folge die Produktion mit SABA und Nordmende zusammenlegte.

### Als Teil der Daimler-Benz AG
- 1985: Übernahme durch die Daimler-Benz AG. Der Name lautete wieder AEG Aktiengesellschaft, Logo siehe oben.[2] Damit sollte die Vision des Daimler-Benz-Vorstandes Edzard Reuter (ab 1987 Daimler-Benz-Vorstandsvorsitzender), der aus beiden Unternehmen einen Integrierten Technologiekonzern schaffen wollte, besser dargestellt werden. Im Rahmen dieser Übernahme wurden Teile der AEG in die Konzernschwester DASA ausgegliedert.
- 1988: Anlässlich der Feier zum 60-jährigen Bestehen des AEG-Forschungsinstituts stiftete die AEG den Carl-Ramsauer-Preis.
- 1990 kooperierte der Bahnbereich als AEG Westinghouse Transport-Systeme GmbH (Sitz Berlin) kurzzeitig mit der Westinghouse Transportation Systems Inc. in Pittsburgh, USA.
- 1992: Fusion des Bahnbereiches mit dem Lokomotivbau Elektrotechnische Werke Hennigsdorf, woraus die AEG Schienenfahrzeuge GmbH entstand.
- 1992: Die schwedische Gruppe Atlas Copco erwarb die AEG Elektrowerkzeuge GmbH.
- 1994: Verkauf der Abteilung für Automatisierungstechnik (Modicon) an Schneider Electric und der AEG Hausgeräte GmbH an Electrolux.
- 1995: Die AEG Schienenfahrzeuge GmbH ging nach der Verlagerung der Spandauer Betriebsstätte nach Hennigsdorf in die ABB Daimler-Benz Transportation (Adtranz) und mit dieser am 1. Mai 2001 in die Bombardier Transportation über, blieb aber noch unter HRB 2889 beim Registergericht Potsdam mit Sitz in Hennigsdorf eingetragen (Stand August 2020).
- 1996:
  - Verkauf von neun mittelständisch strukturierten Gesellschaften an die Elexis Elektroholding GmbH (1998 umfirmiert in elexis AG).
  - Übernahme der AEG Anlagen- und Automatisierungstechnik durch Cegelec.
  - Übernahme der AEG Energietechnik (AEG T&D, Transmission and Distribution) durch GEC-Alsthom
  - Auf Beschluss der Hauptversammlung der Daimler-Benz AG unter dem Vorsitz von Jürgen Schrempp erfolgte die Fusion des verlustbehafteten Konzerns mit der Daimler-Benz AG. Neu gegründete Unternehmen bzw. bereits bestehende (z. B. DASA) sollten diverse Geschäftsfelder des ehemaligen AEG-Konzerns fortführen.
- 2. Oktober 1996: Nach über 113 Jahren Unternehmensgeschichte wurde die Firma AEG Aktiengesellschaft im Handelsregister von Frankfurt am Main gelöscht.

### Vorstandsvorsitzende der AEG
| Name                    | Von          | Bis            |
| ----------------------- | ------------ | -------------- |
| Emil Rathenau           | 1887         | 1915           |
| Felix Deutsch           | 1915         | 1928           |
| Hermann Bücher          | 1928         | Januar 1946    |
| Walther Bernhard        | Januar 1946  | Mai 1947       |
| Friedrich Spennrath     | Mai 1947     | Dezember 1955  |
| Hans C. Boden           | Januar 1956  | Februar 1961   |
| Hugo Bäurle (1912–1962) | März 1961    | Januar 1962    |
| Hans C. Boden           | Februar 1962 | September 1962 |
| Hans Heyne              | Oktober 1962 | Dezember 1964  |
| Berthold Gamer          | Januar 1965  | Dezember 1965  |
| Hans Bühler (1903–1996) | Januar 1966  | Juni 1970      |
| Hans Groebe             | Juni 1970    | Juli 1976      |
| Walter Cipa             | Juli 1976    | Januar 1980    |
| Heinz Dürr              | Februar 1980 | Dezember 1990  |
| Ernst Georg Stöckl      | Januar 1991  | September 1996 |

### Abwicklung durch die EHG Elektroholding
Als AEG mit Daimler-Benz, rückwirkend zum 1. Januar 1996, fusionierte, wurden zuvor die Überreste, sowohl Vermögen wie auch Verbindlichkeiten, der zu dem Zeitpunkt stark geschrumpften AEG auf die EHG Elektroholding GmbH als Rechtsnachfolgerin übertragen. Zu dem Vermögen gehörten restliche AEG-Unternehmensteile, einige Immobilien sowie Markenrechte. Die EHG mit Sitz in Frankfurt am Main wurde eine Tochter von Daimler-Benz.
In den nächsten Jahren veräußerte EHG das Restvermögen. Einen großen Teil der AEG-Unternehmensteile d. h. die Bahntechnik, Mikroelektronik (Temic) und die Postautomation (Electrocom) mit rund 30 000 Beschäftigten verkaufte EHG bereits 1996 an das Mutterunternehmen. Die AEG Infrarotsparte wurde am 1. Januar 1996 als AEG Infrarot-Module GmbH (AIM) eigenständig, EHG war zunächst der alleinige Gesellschafter doch bereits im Jahre 1997 verkaufte EHG 50 % seiner Anteile an die Bodenseewerk Gerätetechnik BGT. 2005 erwarb Rheinmetall die restlichen 50 Prozent.
Bis zum Verkauf der Markenrechte steuerte die EHG deren Lizenzierung. Die Markenrechte und Patente der AEG hat die EHG im Jahre 2004 für einen zweistelligen Millionenbetrag an Electrolux veräußert. 2007 verkaufte die EHG die Telefunken Licences GmbH, welche die Marken- und Namensrechte an Telefunken hatten, an die Live Holding AG.
Im Jahre 2006 hatte EHG weit mehr als einer Milliarde Euro Vermögen und verwaltet dieses als Rückstellungen für die Betriebsrente von etwa 45 000 ehemaligen AEG-Beschäftigten.
Die EHG Elektroholding wickelt Rechtsstreitigkeiten z. B. Schadensersatz gegen die AEG sowie ihrer Auslandstöchter ab. Auch organisierte sie die Übergabe des Unternehmensarchivs sowie musealer Bestände an das Deutsche Technikmuseum in Berlin. 2009 verlegte die EHG ihren Sitz nach Stuttgart.

### Weitere Geschichte ehemaliger Konzernteile
- 1999 wurde das der Allianz verkaufte AEG-Hochhaus in Frankfurt am Main abgerissen, welche dort mit dem Allianz-Kai ein neues Büro- und Dienstleistungszentrum errichten ließ.
- 2000: Die 1981 gegründete AEG Softwaretechnik, ab 1996 Teil der repas-AEG-Unternehmensgruppe[34] und seit 1998 unter dem Namen repas AEG Software GmbH geführt, wird 2000 von der PSI AG übernommen und firmiert als PSI Transportation GmbH, seit 2007 als PSI Transcom GmbH. Der Namensteil AEG verschwand. Die PSI AG wurde 1969 von AEG-Mitarbeitern ausgegründet.
- 2002:
  - Schließung des AEG-Hausgeräte-Werkes in Kassel-Bettenhausen, Verlagerung der Produktion von Kühl- und Gefriergeräten nach Italien und Ungarn.
  - Die Stiebel-Eltron-Gruppe kaufte die Electrolux Haustechnik GmbH (EHT) mit der AEG Haustechnik.[35]
- 2005: Übernahme der Elektromaschinen-Marke AEG von Atlas Copco durch Techtronic Industries, die seitdem unter dem Namen A&M Elektrowerkzeuge firmiert.

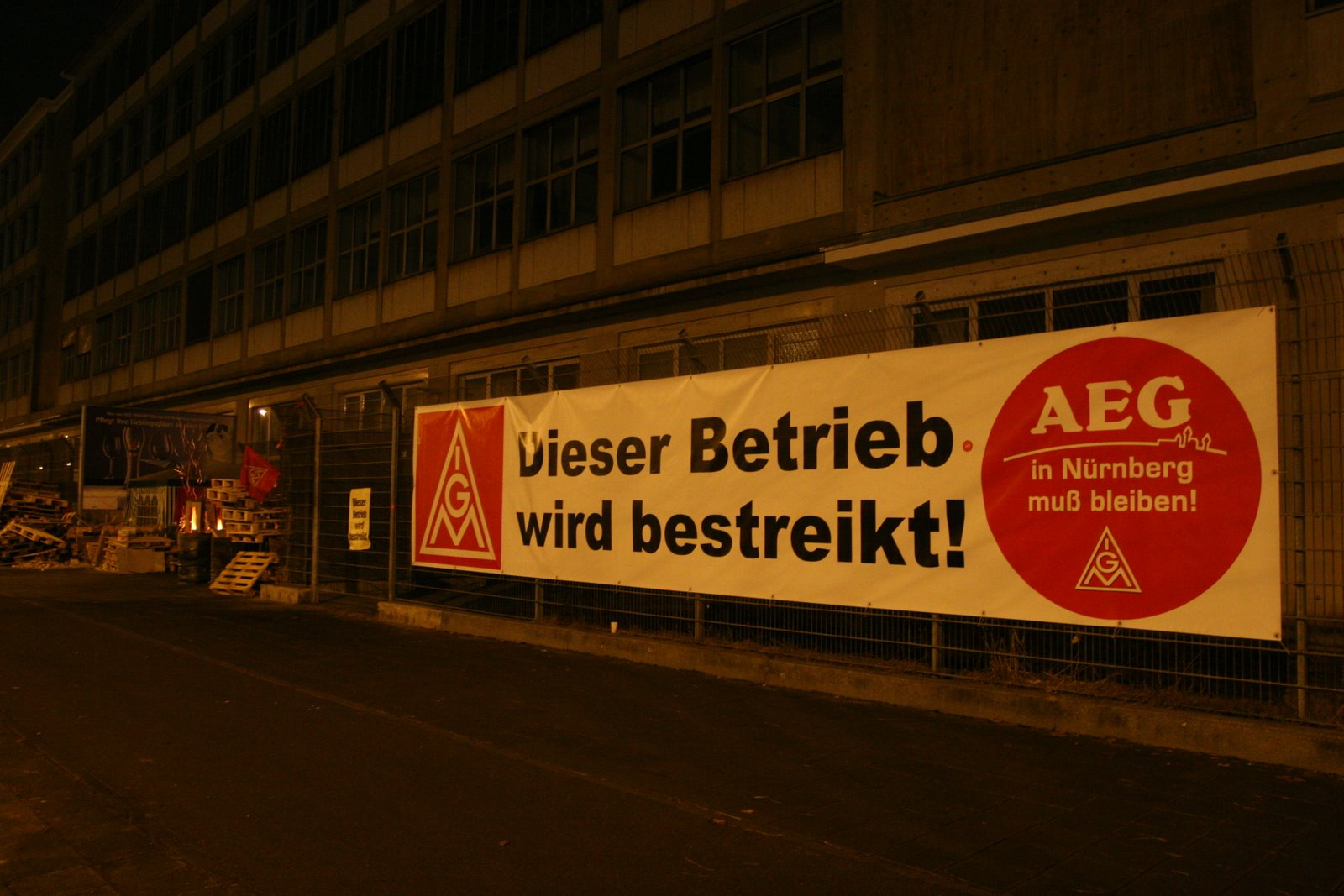
Streikplakate am Nürnberger AEG-Werk im Februar 2006

- 2005: Bekanntgabe der Schließung des Nürnberger AEG-Werkes und Verlagerung der Produktion nach Polen und Italien. Somit wurden zukünftig alle AEG-Haushaltsgeräte, bis auf die im AEG-Werk Rothenburg ob der Tauber produzierten Backöfen, Herde und Kochmulden, außerhalb Deutschlands (in erster Linie in Polen, Ungarn und Italien) produziert. Die Schließung führte zu einem sechswöchigen Streik der Belegschaft und einem Boykottaufruf der Gewerkschaft (Konsumentenboykott).
- 2007: Die letzte AEG-Waschmaschine lief am 9. März im Electrolux-Werk Nürnberg vom Band; am 16. März wurde das Werk geschlossen.
- 2008: Electrolux reaktivierte den unternehmerischen Mantel im August 2008, sodass der Name AEG als neuer Bestandteil des Konzerns auftrat.
- 2009 erwarb die Special Purpose Acquisition Company (SPAC) Germany1 Acquisition Limited[36][37] die Mehrheit an dem Hersteller von Stromversorgungsgeräten AEG Power Solutions von dem Finanzinvestor Ripplewood. AEG Power Solutions mit Sitz in den Niederlanden ist hervorgegangen aus der Saft Power Systems (ehemals eine Tochter von Alcatel), die 1998 die AEG SVS Power Supply Systems GmbH erwarb; seit 2008 firmiert die Gruppe unter dem Namen AEG Power Solutions. Die börsennotierte 3W Power S.A. mit Sitz in Luxemburg ist die Holding der AEG Power Solutions Group (Stand Dezember 2014).

#### AEG Kondensatoren und Wandler GmbH
Im Jahre 1996 wurde in Berlin die AEG Kondensatoren und Wandler GmbH (AEG KUW GmbH) gegründet. Das Unternehmen geht auf die seit 1899 in der Drontheimer Straße, Gesundbrunnen (früher Bezirk Wedding) bestehende Hydrawerk AG zurück, die Kondensatoren und Trockengleichrichter produzierte. Ab den 1940er Jahren war die AEG im Besitz aller Aktien der Hydrawerk AG. Diese ging 1996 nach der Auflösung der AEG an die britische Elexis und blieb führender Hersteller von MP-Kondensatoren für Hausgeräte. Ende des Jahres 1998 wurde die AEG KUW GmbH an die Berliner KuW Kondensatoren und Wandler Beteiligungs GmbH verkauft, ein Unternehmen ehemaliger Manager der AEG KUW GmbH. Die AEG KUW GmbH war in den Jahren 2000 bis 2002 in einen Übernahmeskandal einer Kondensatorenfabrik in Slowenien verwickelt. In der Folge davon kam es zu Vorwürfen der absichtlichen Täuschung und Misswirtschaft, sodass das Unternehmen in Semič bewusst in den Konkurs getrieben werden sollte. Dieses wurde schließlich von dem Bankkonzern Hypo Alpe Adria übernommen und befindet sich seitdem wieder in slowenischem Besitz. Die AEG KUW GmbH stellte im Jahre 2002 die Produktion und den Vertrieb von Kondensatoren ein. Das Lieferprogramm wurde von der Epcos AG übernommen. Im März des Jahres 2003 meldete die Maschinenfabrik Reinhausen (MR) die Übernahme der AEG KUW GmbH.

#### FHP-Motors
Im Jahre 1947 gründete die AEG in Kreyenbrück, einem Stadtteil von Oldenburg, ein Werk für elektrische Kleinmotoren. Hauptprodukt waren Motoren für Waschmaschinen. In der Hochzeit hatte die Fabrik etwa 4000 Mitarbeiter. 1975 baute AEG zum ersten Mal Stellen in großem Umfang ab, etwa 250 der damals über 3500 Arbeitsplätze. 1990 wurde das Werk als FHP-Motors GmbH von einer Holding übernommen, die zu je 50 Prozent Daimler-Benz und Electrolux gehörte. Der Name bezieht sich auf die englische Bezeichnung für Kleinmotor, fractional horse-power motor. Die Holding hielt nur bis 1996. Damals zählte das Werk noch 1200 Beschäftigte. Electrolux verkaufte 2002 das Werk für nur 700.000 Euro an die Sole-Gruppe, welche später in Appliances Components Companies (ACC) umbenannt wurde. Der Arbeitsplatzabbau ging weiter; 2005 gab es nur noch 424 Mitarbeiter. 2007 wurde die Fertigung der Waschmaschinenmotoren eingestellt. Den nur noch 224 Mitarbeitern blieb lediglich die Fertigung von Pumpenmotoren für Ölbrenner. 2013 wurde die Produktion endgültig eingestellt, als der letzte Eigentümer ACC Germany – wie auch die Konzernmutter ACC Italien – Insolvenz anmeldete. Zuletzt hatte FHP-Motors nur noch 50 Mitarbeiter. Die ACC Germany hatte Insolvenz angemeldet, weil sie nicht mehr für die Pensionslasten für 500 ehemalige Mitarbeiter aufkommen konnte. Die Betriebsrenten waren durch den Pensions-Sicherungs-Verein abgesichert. Das 60.000 Quadratmeter große Grundstück des Werkes wurde in die Insolvenzmasse eingebracht.

## Produktionsbereiche

### Automobilbau
Für die Kraftfahrzeugproduktion war die N.A.G. (Neue Automobil-Gesellschaft) zuständig. Sie baute zunächst im AEG-Kabelwerk Oberspree ihre ersten Wagen nach Entwürfen von Georg Klingenberg. Spätere Konstruktionen stammten von Josef Vollmer. 1903 wurde der Bau von Lastwagen aufgenommen. Im Ersten Weltkrieg wurde 1915 aus Patriotismus die Firma in Nationale Automobil-Gesellschaft AG geändert. Die NAG bezog 1917 ihr neues Werk im „Behrensbau“ in Oberschöneweide, Ostendstraße 1–4. Von 1904 bis 1934 kamen insgesamt 23 verschiedene NAG-Pkw-Modelle auf den Markt.

### Beleuchtung

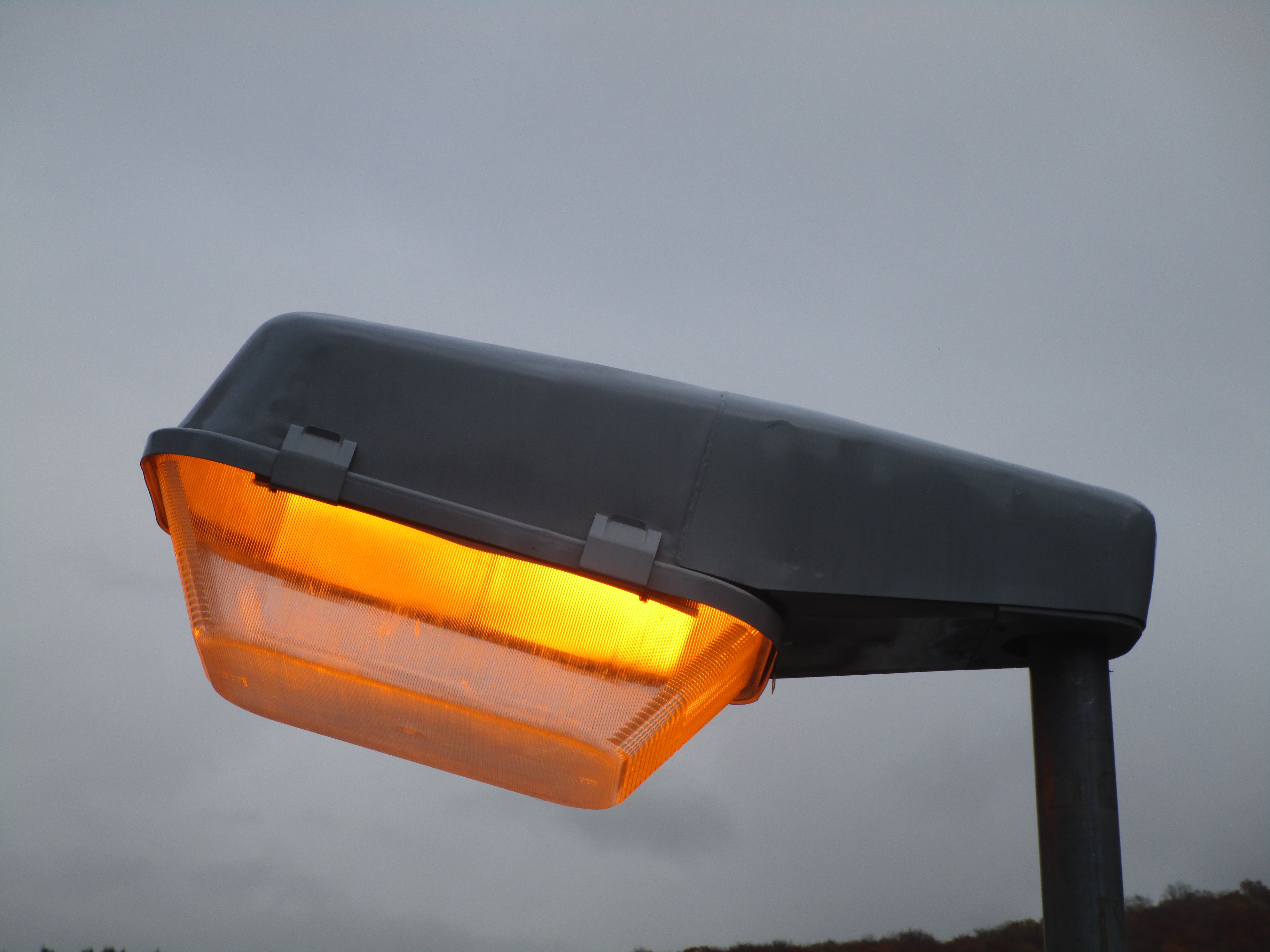
Straßenleuchte von AEG
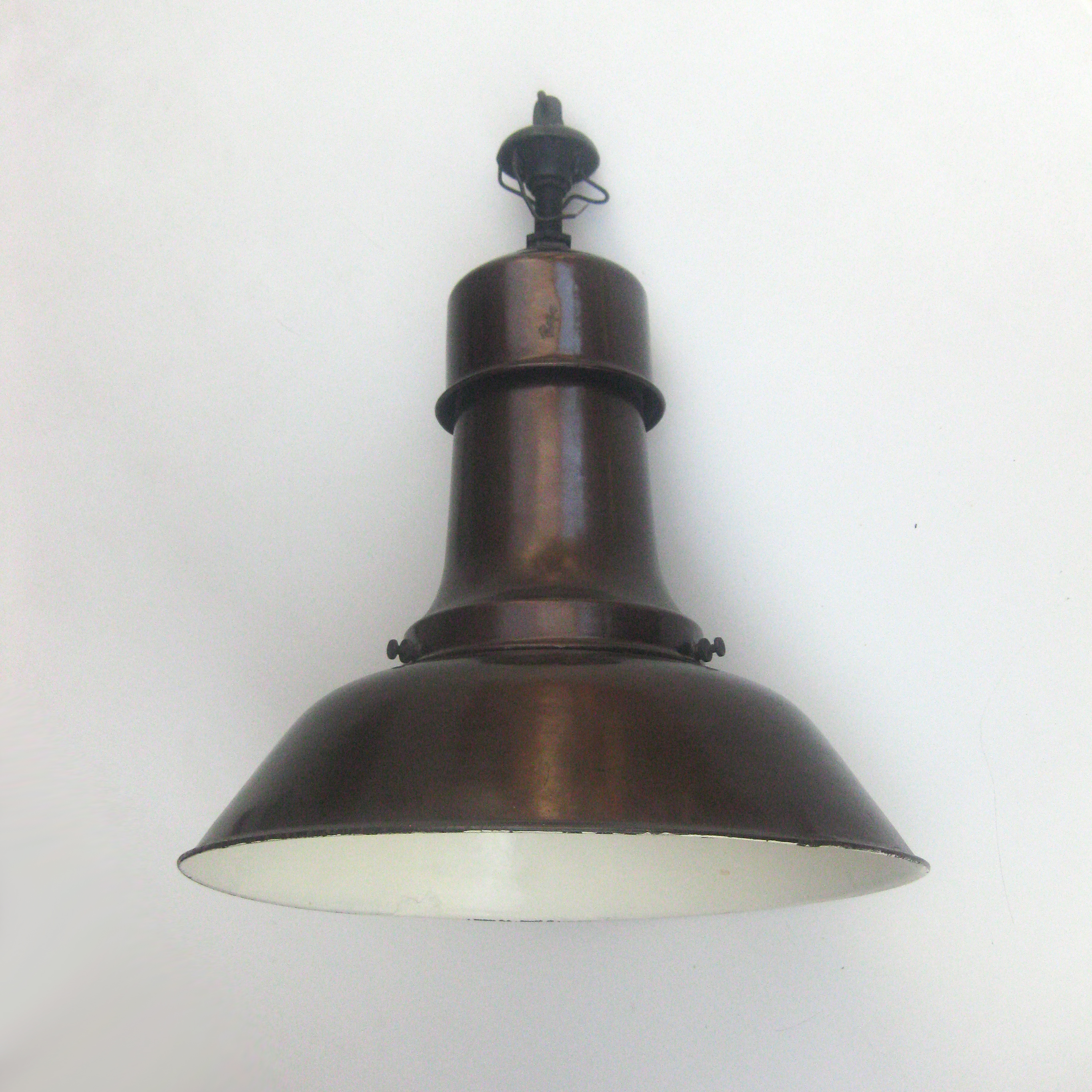
Industrieleuchte Entwurf: Peter Behrens

### Bürotechnik

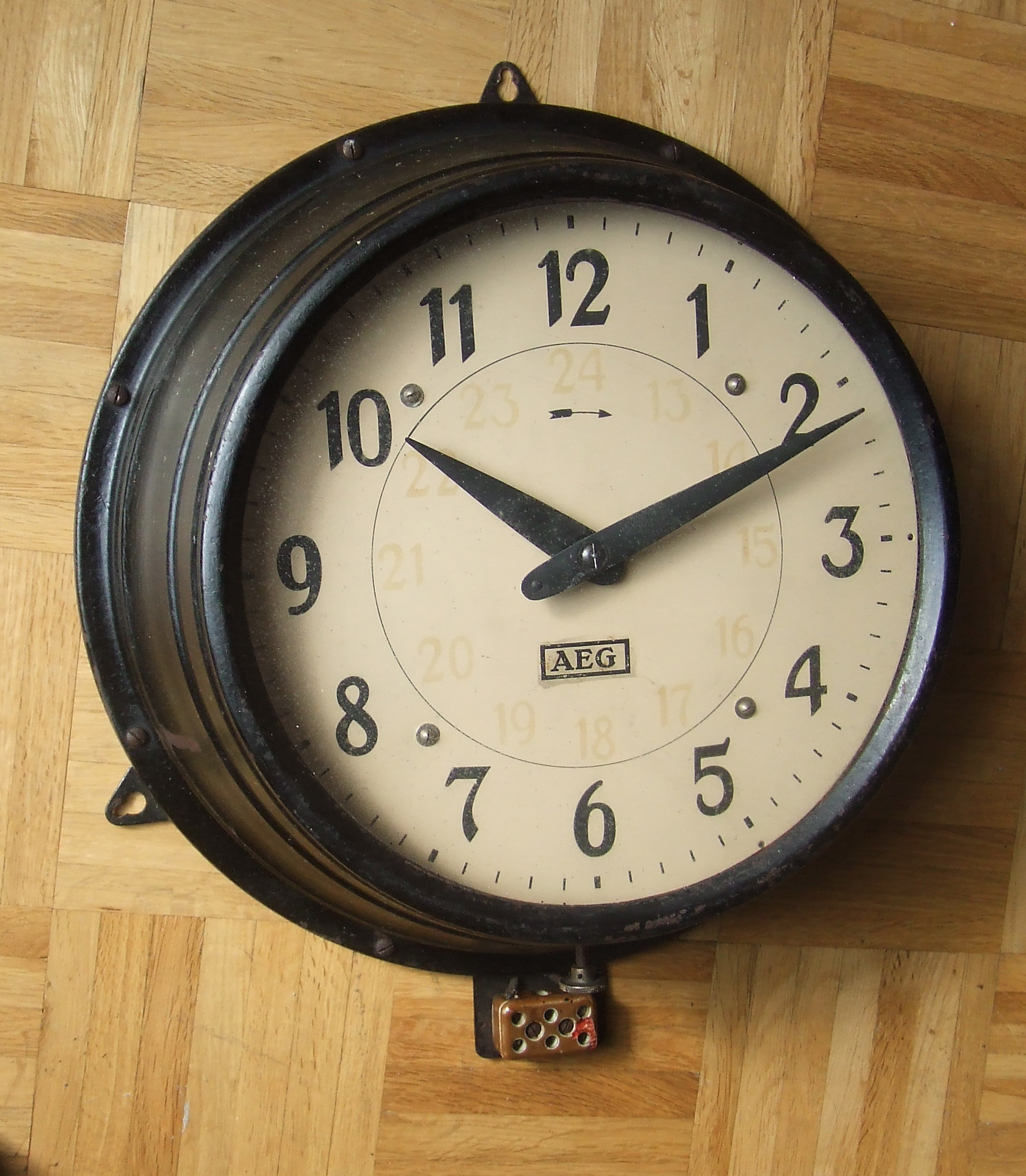
Werksuhr (um 1910) aus einer modularen Produktreihe, Entwurf: Peter Behrens
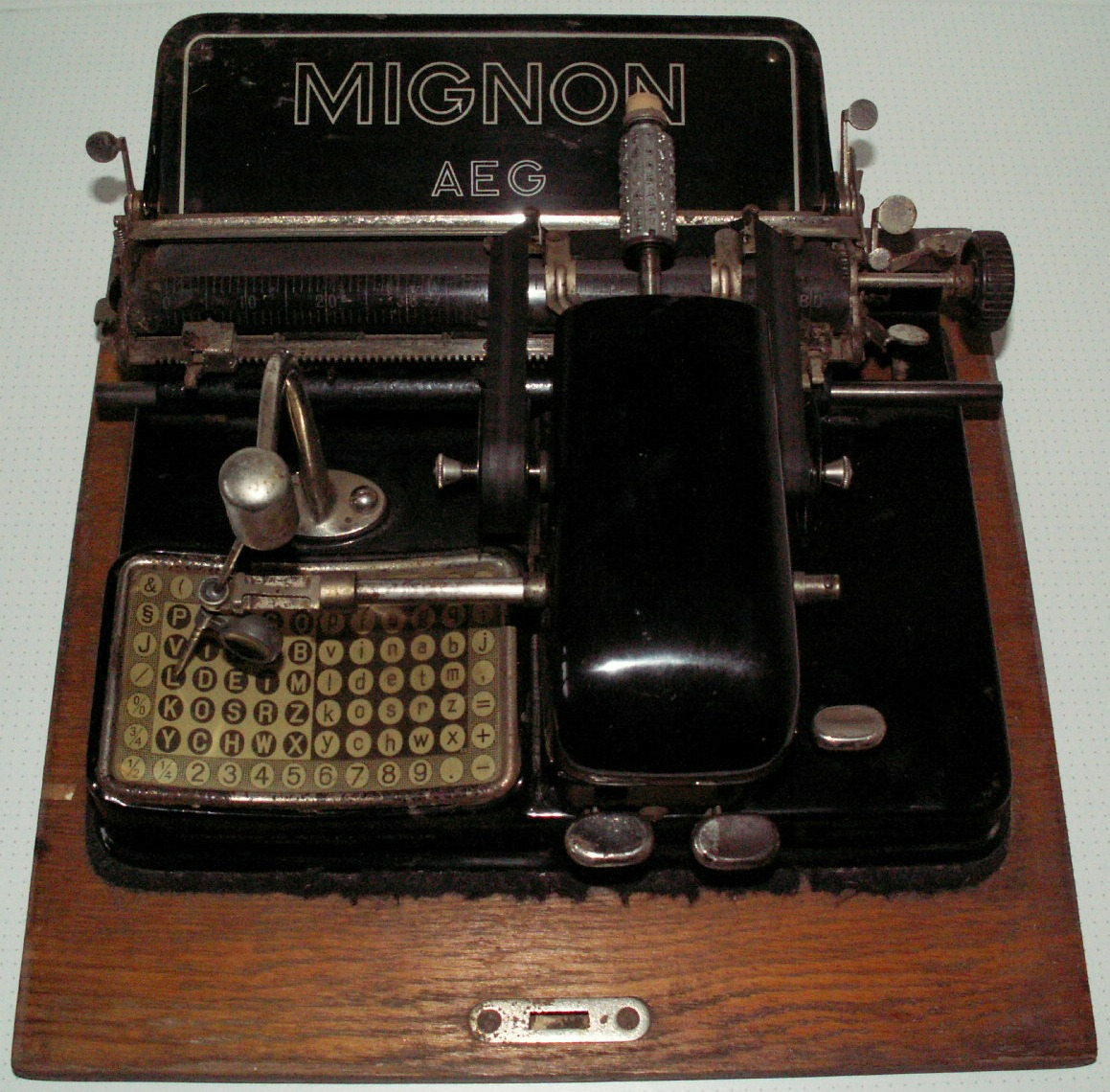
Zeigerschreibmaschine AEG Mignon (um 1930)

### Energietechnik

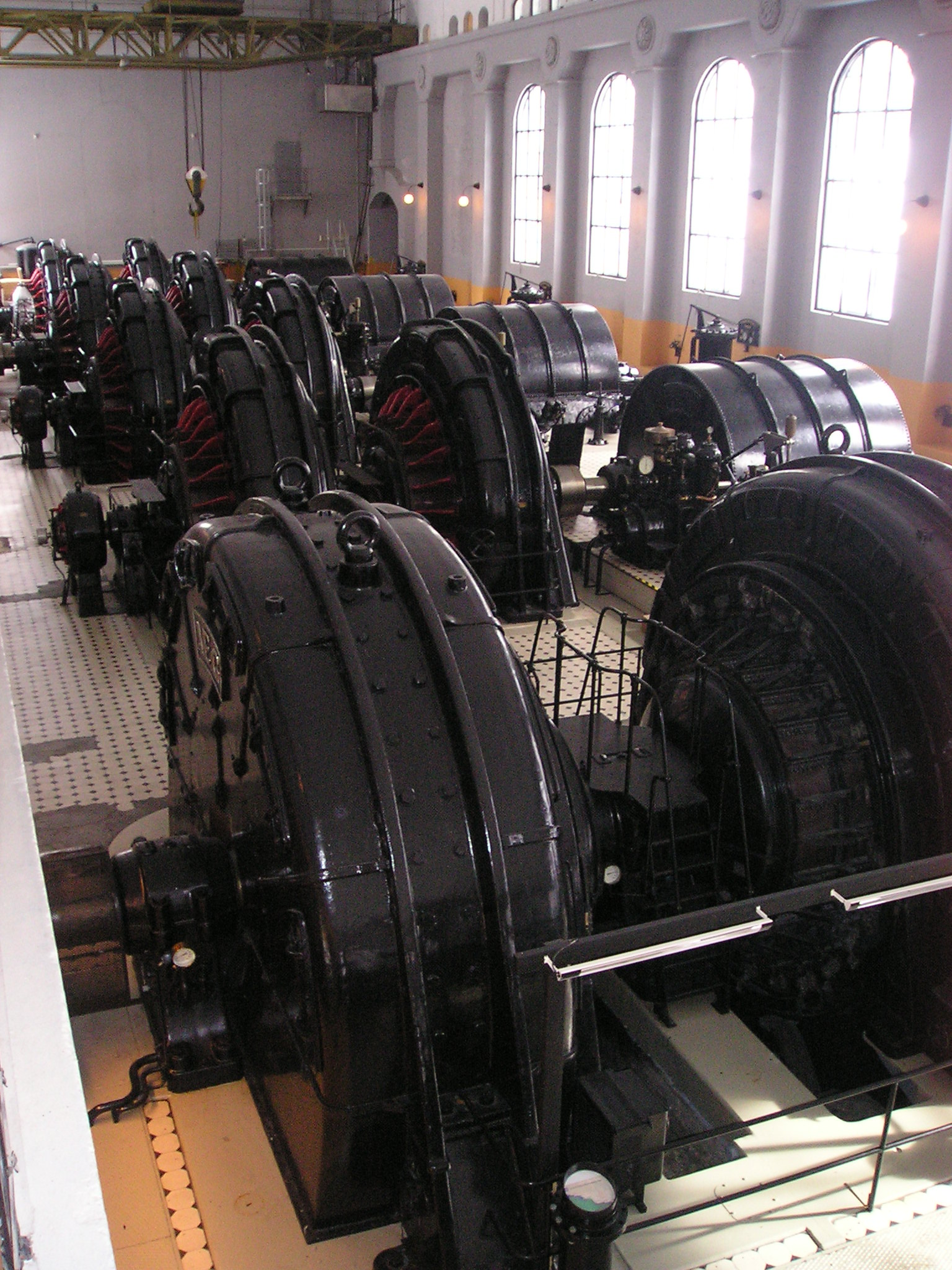
Turbinen im Wasserkraftwerk Vemork (um 1911)
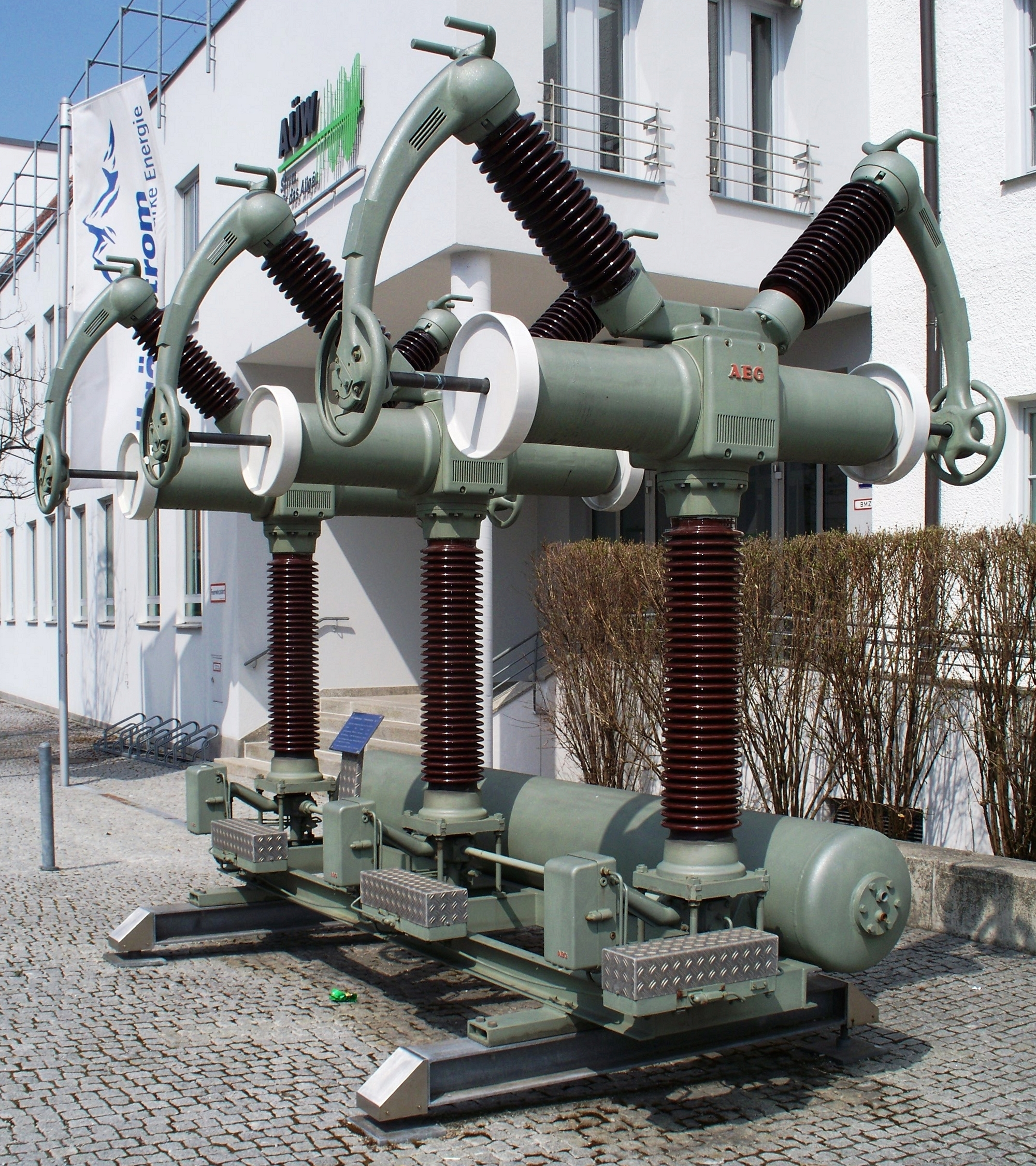
Hochspannungs-Leistungsschalter (1970)

### Flugzeugbau
Im Jahr 1910 kam der Einstieg in den Flugzeugbau mit der AEG, Abteilung Flugzeugbau in Hennigsdorf bei Berlin. Dort wurde 1912 als erstes Flugzeug ein reiner Holzbau nach dem Vorbild des Doppeldeckers der Gebrüder Wright gebaut. Es besaß eine Flügelspannweite von 17,5 m und als Antrieb einen Achtzylindermotor mit 75 PS Leistung. Das Leergewicht des Flugzeugs betrug 850 kg; die erreichte Geschwindigkeit 65 km/h. Ab 1912 wurden die Flugzeuge in Gemischtbauweise aus Holz und Stahlrohr mit Stoffbespannung gebaut.
Im Ersten Weltkrieg baute AEG 658 C-Flugzeuge und 523 G-Flugzeuge. Die Herren Stumpf und König waren die Konstrukteure.
Im Zweiten Weltkrieg wurde für Aufklärungszwecke der AEG-Hubschrauber mit Antrieb durch einen Drehstrommotor entwickelt; die Stromzuführung erfolgte dabei durch Kabel vom Boden aus, die Plattform war also „gefesselt“, sie konnte nicht frei fliegen. Es wurden nur etwa 800 m Flughöhe erreicht.

### Haushaltstechnik

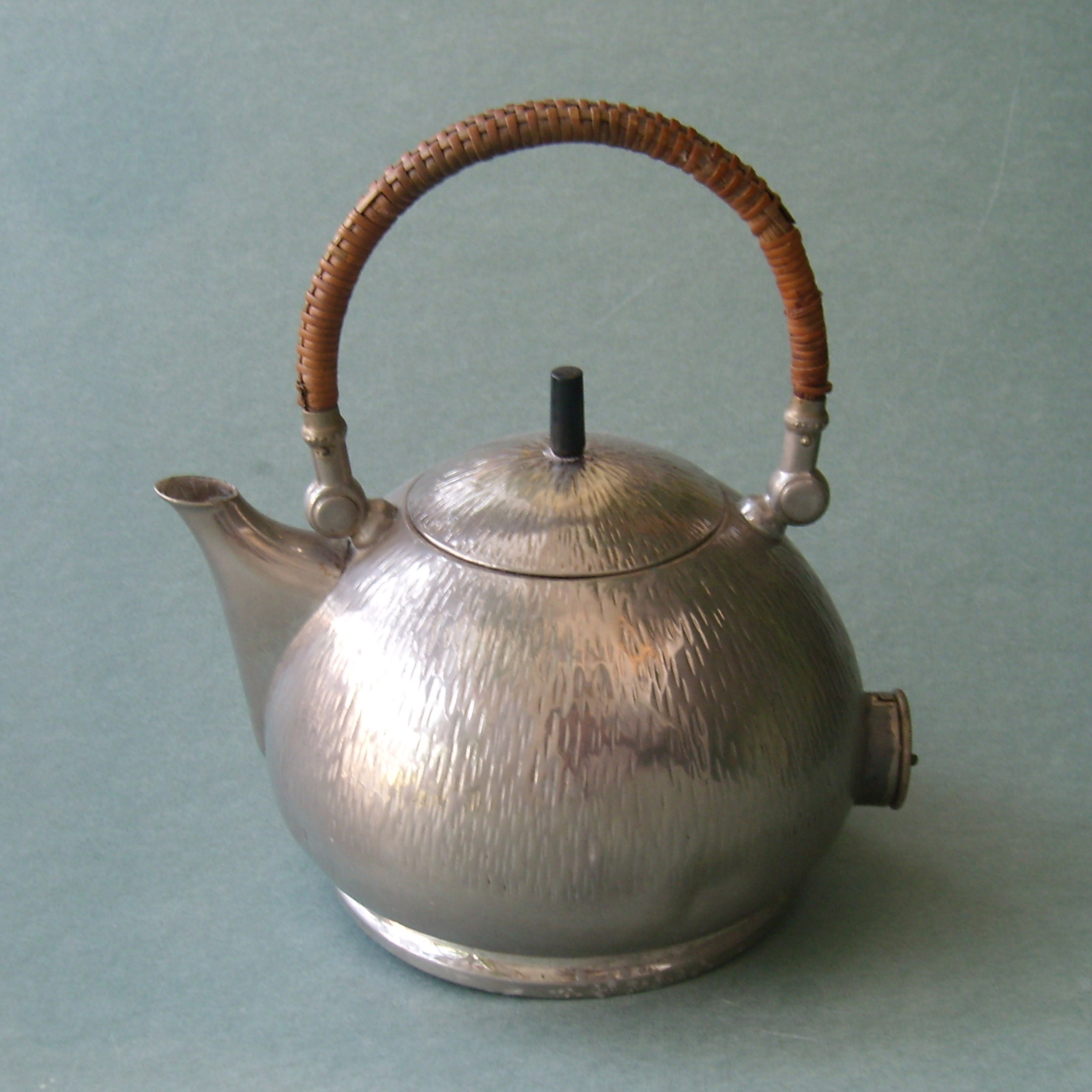
Wasserkessel (um 1909) Entwurf: Peter Behrens
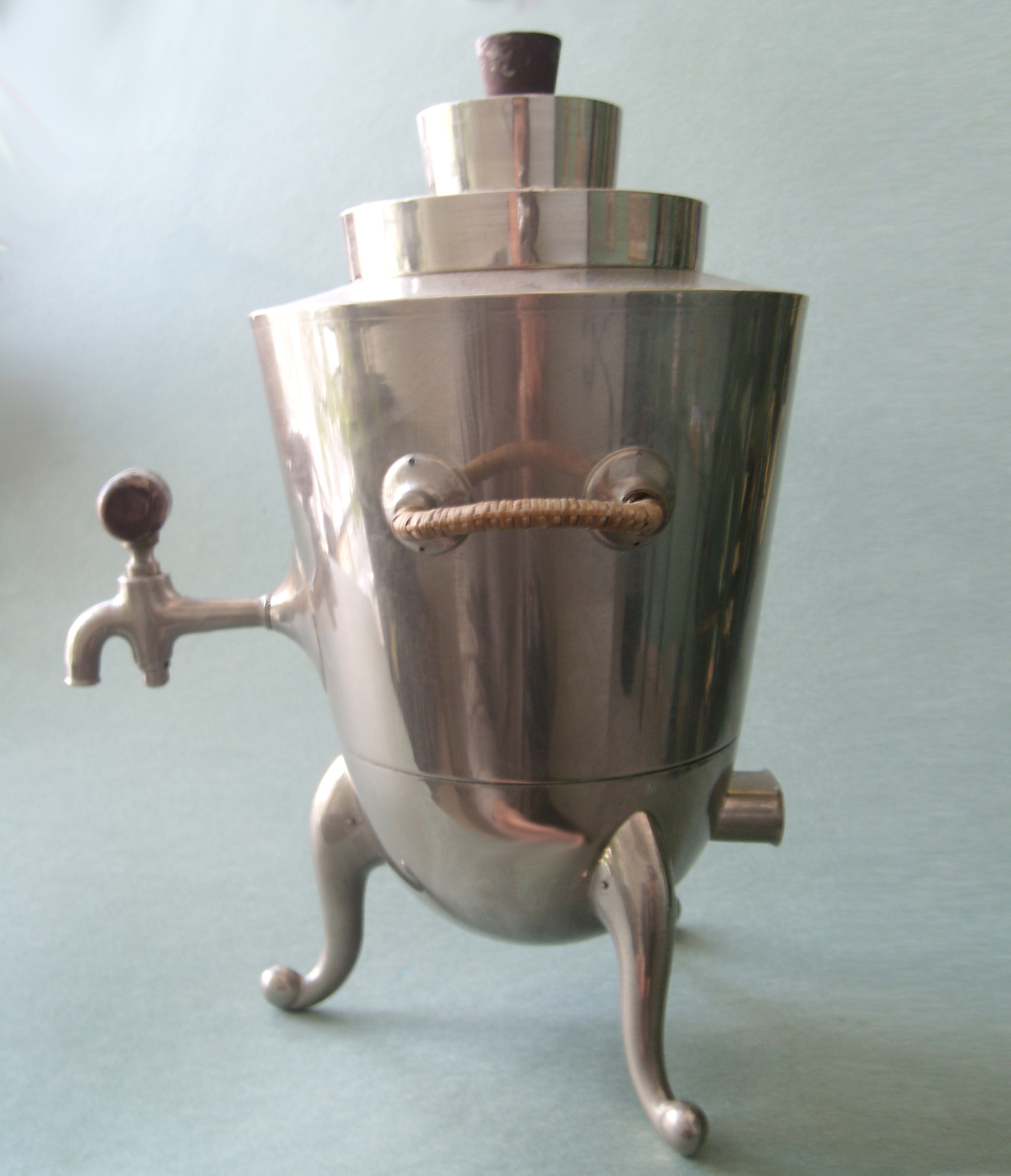
Kaffeemaschine (Perkolator)
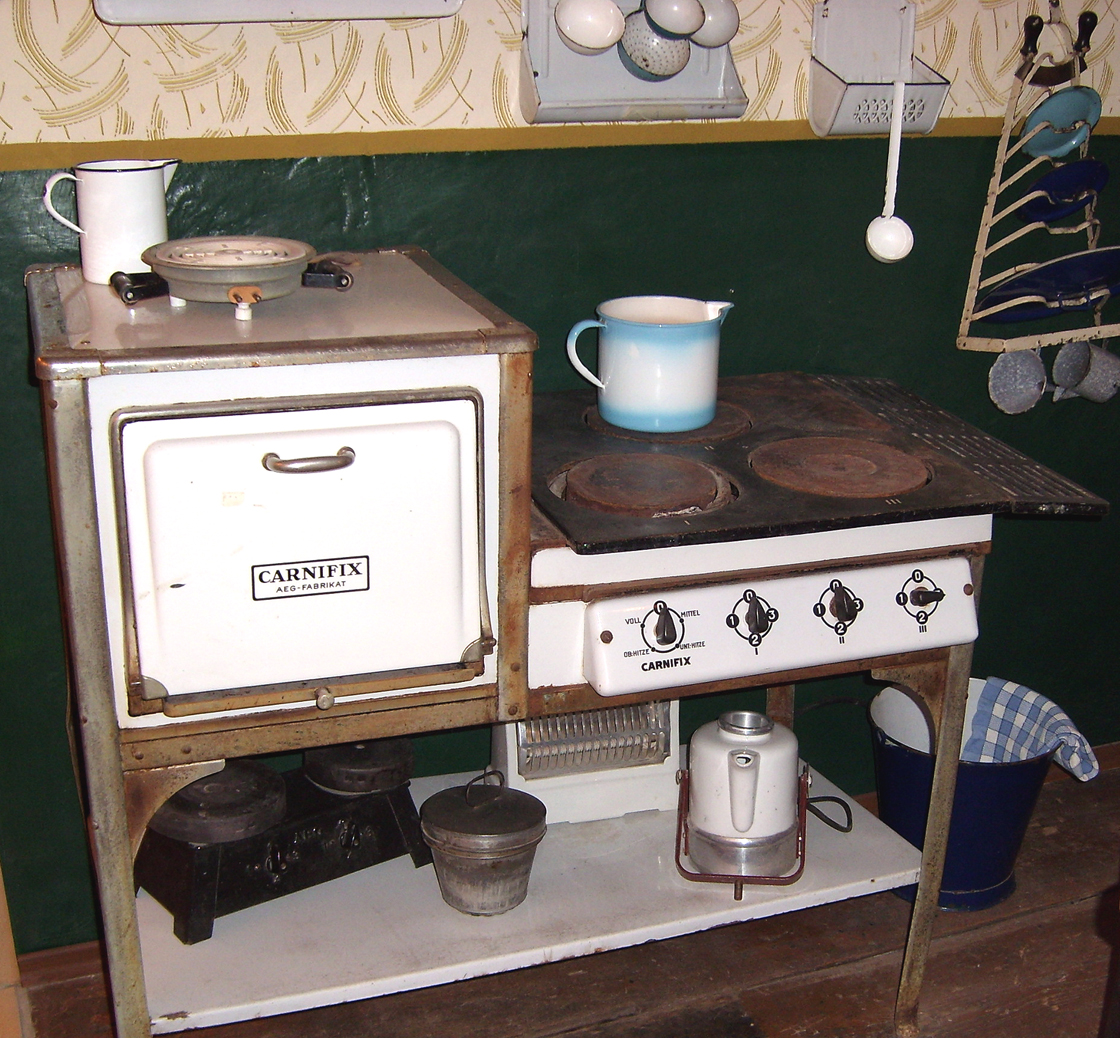
AEG-Elektroherd Carnifix
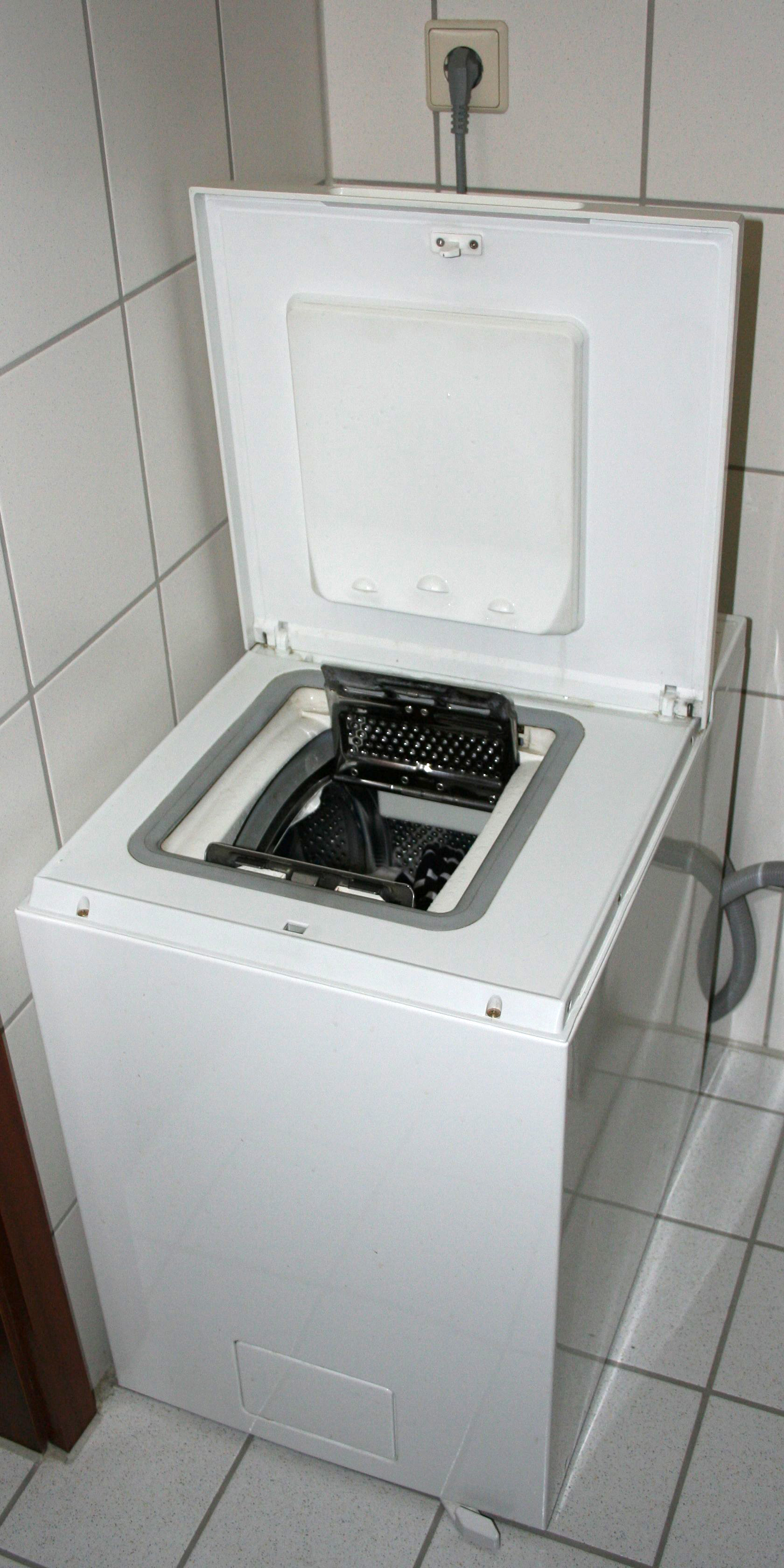
AEG-Waschmaschine Öko-Lavamat, geöffnet
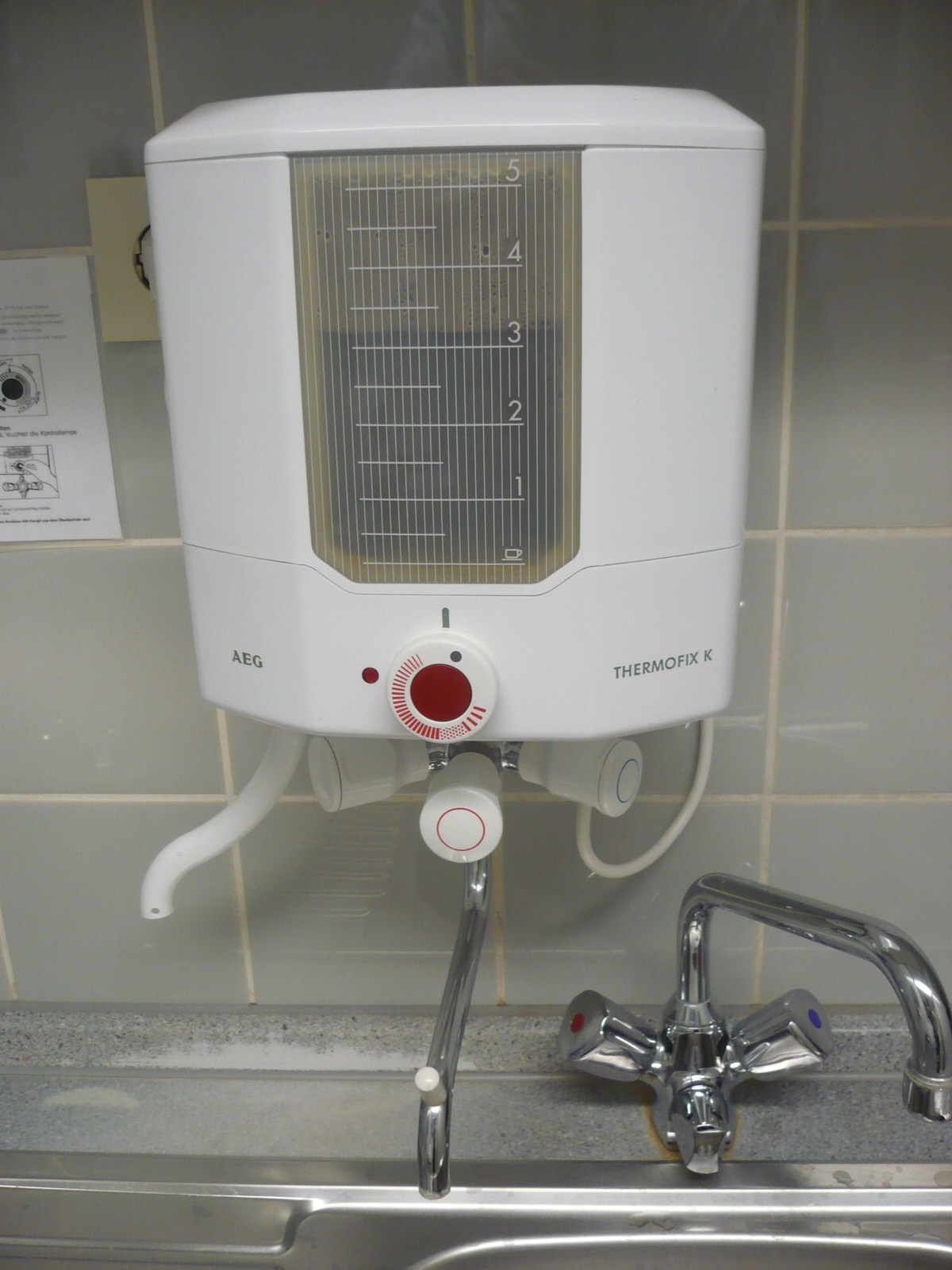
AEG-Kochendwassergerät Thermofix K

### Magnetband- und Funktechnik

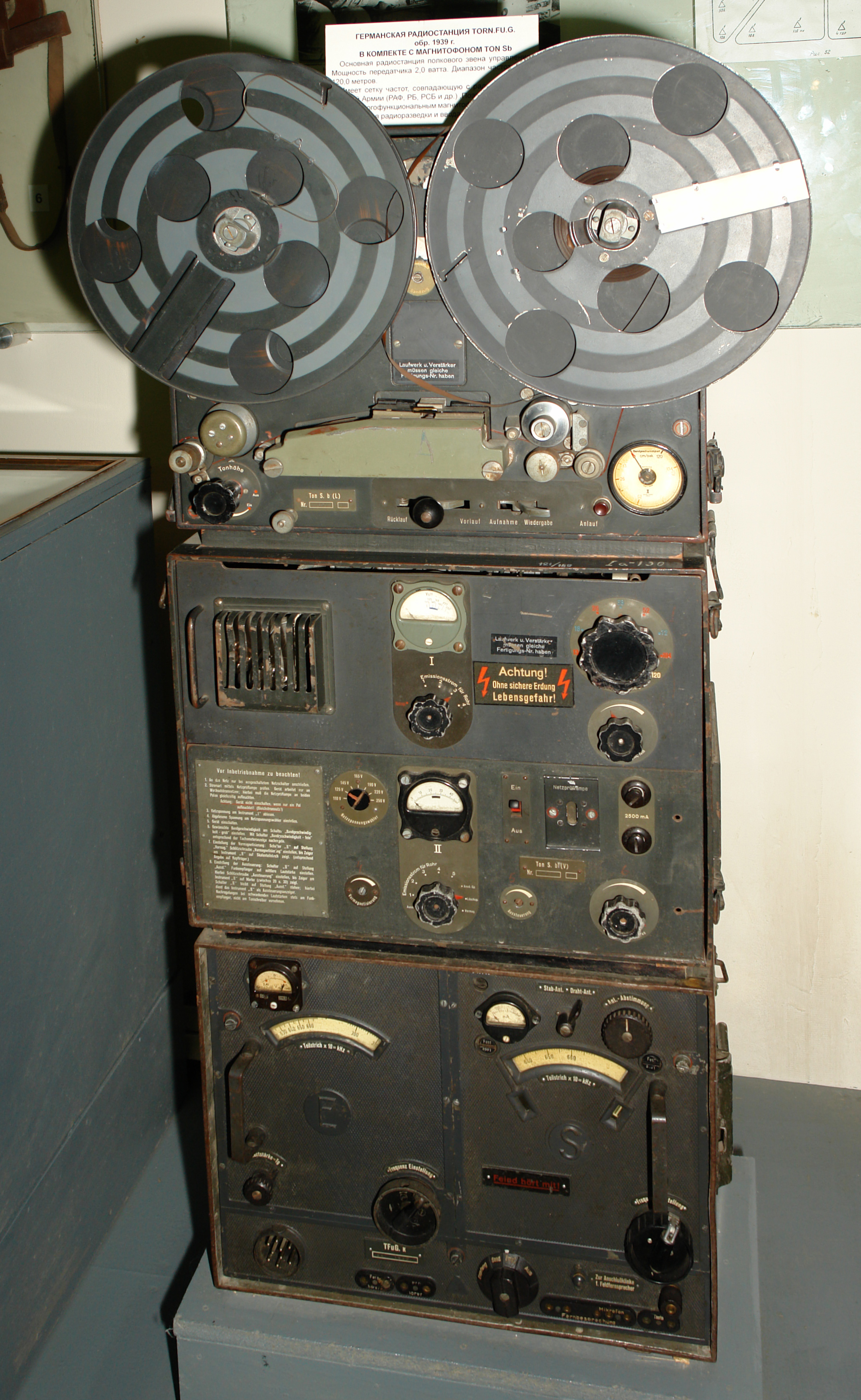
AEG-Magnetophon Tonschreiber B als Bestandteil einer portablen Funkstation der Wehrmacht, ca. 1942
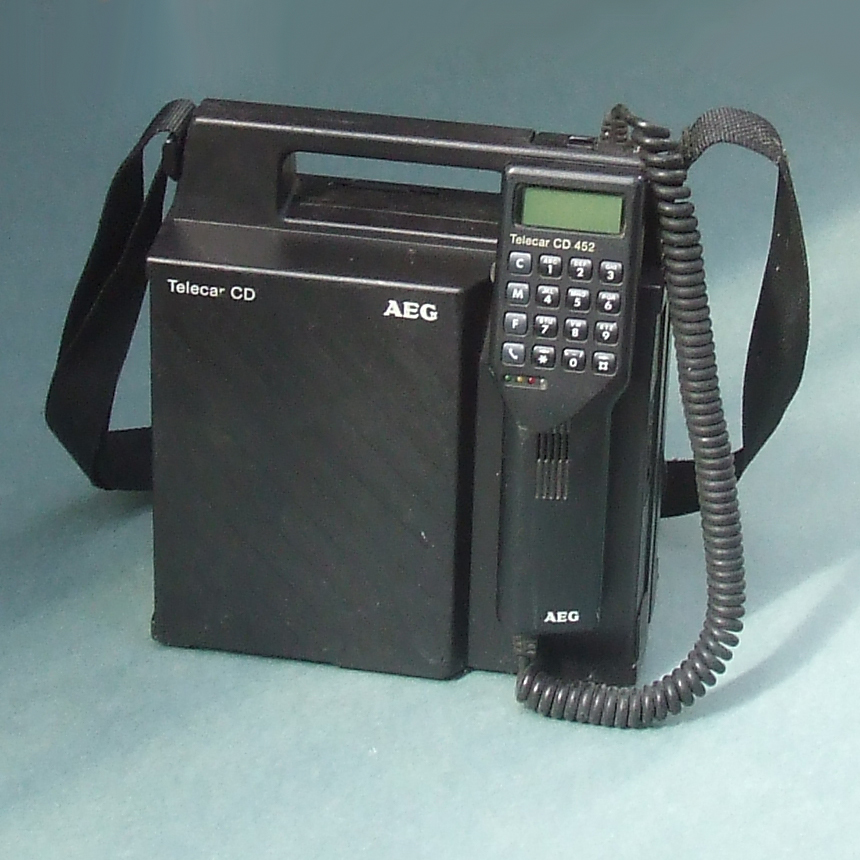
C-Netz-Funktelefon AEG Telecar CD, 1989

### Projektoren
Die AEG produzierte über einen längeren Zeitraum auch Filmprojektoren.
- 1919: Stillstandsmaschine, Projektor 35 mm
- 1920: Theatermaschine, Projektor 35 mm
- 1924–1935: Triumphator I–III, Projektor 35 mm ACR 0710
- 1925–1935: Successor (Lehrmeister), Projektor 35 mm
- 1927: Kofferkino encased, Projektor 35 mm
- 1929: Lehrmeister, Projektor 35 mm ACR 0709 (Leitz)
- 1929–1934: Mechau Modell 4, Projektor 35 mm
- 1938–1942: Euro K, Projektor 35 mm
- 1936: Euro M, Projektor 35 mm
- 1938: Euro G, Projektor 35 mm, Interlock-Version (G-MB)
- 1939–1944: Euro M2, Projektor 35 mm

### Schienenfahrzeugbau
Als Gründungsmitglied der Studiengesellschaft für Elektrische Schnellbahnen war die AEG zusammen mit Siemens & Halske bereits ab 1899 federführend in der Fortentwicklung der elektrischen Traktion und im Schnellverkehr der Schienenfahrzeuge.

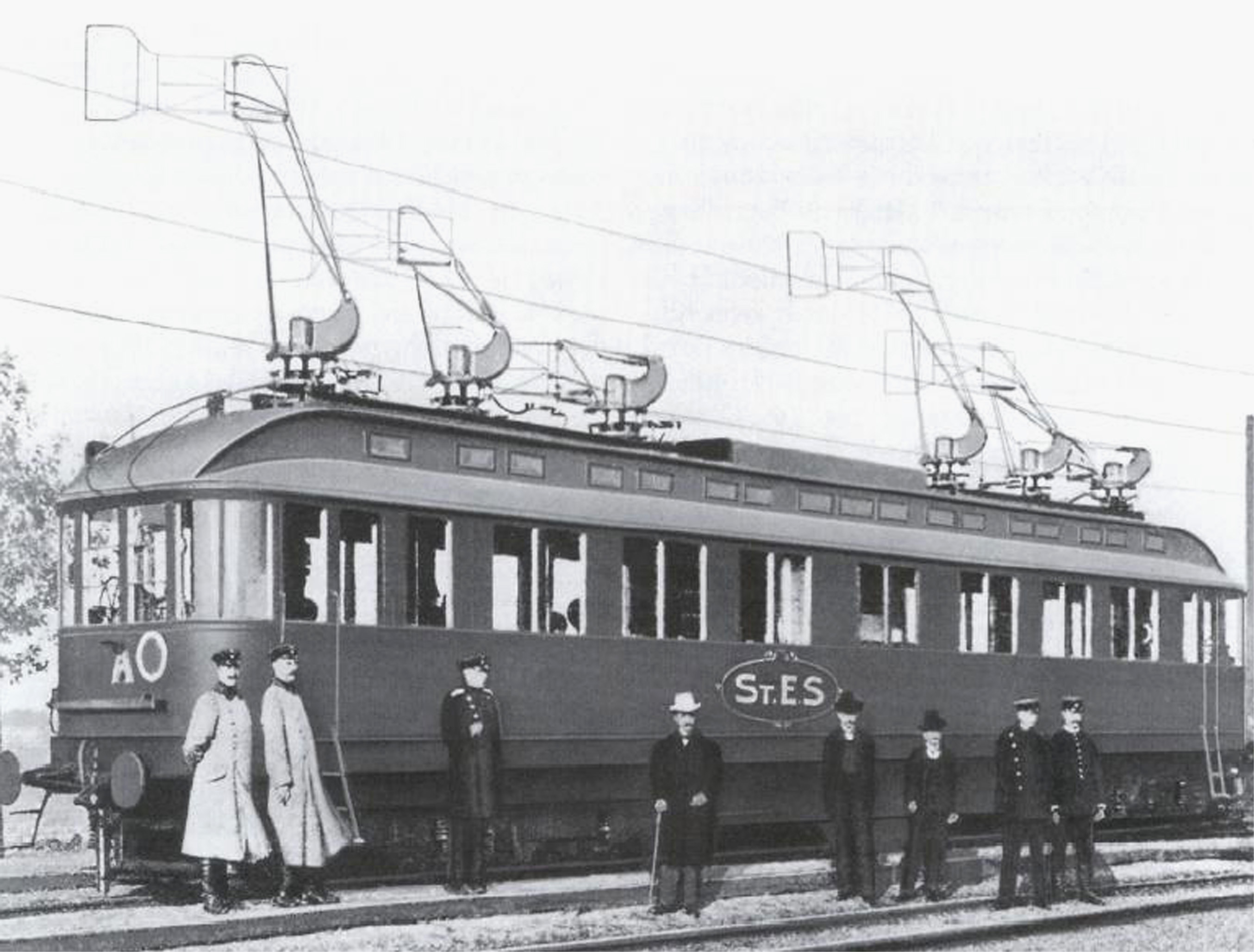
AEG-Drehstromtriebwagen von 1903

Als Höhepunkt wurde auf der Versuchsstrecke der Königlich Preußischen Militär-Eisenbahn zwischen Marienfelde und Zossen am 28. Oktober 1903 mit einem von der AEG gebauten Drehstrom-Triebwagen mit 210 km/h ein Geschwindigkeitsrekord für Schienenfahrzeuge aufgestellt, der über 30 Jahre Bestand hatte.
Ab der Fertigstellung der Preußischen ES 2 im Jahre 1911 war die AEG bis Ende des 20. Jahrhunderts an der Entwicklung und Fertigung des elektrischen Teils mehrerer elektrischer Triebfahrzeuge in Deutschland beteiligt. Außerdem entstanden in den Werken der AEG Dampflokomotiven und Benzoltriebwagen.

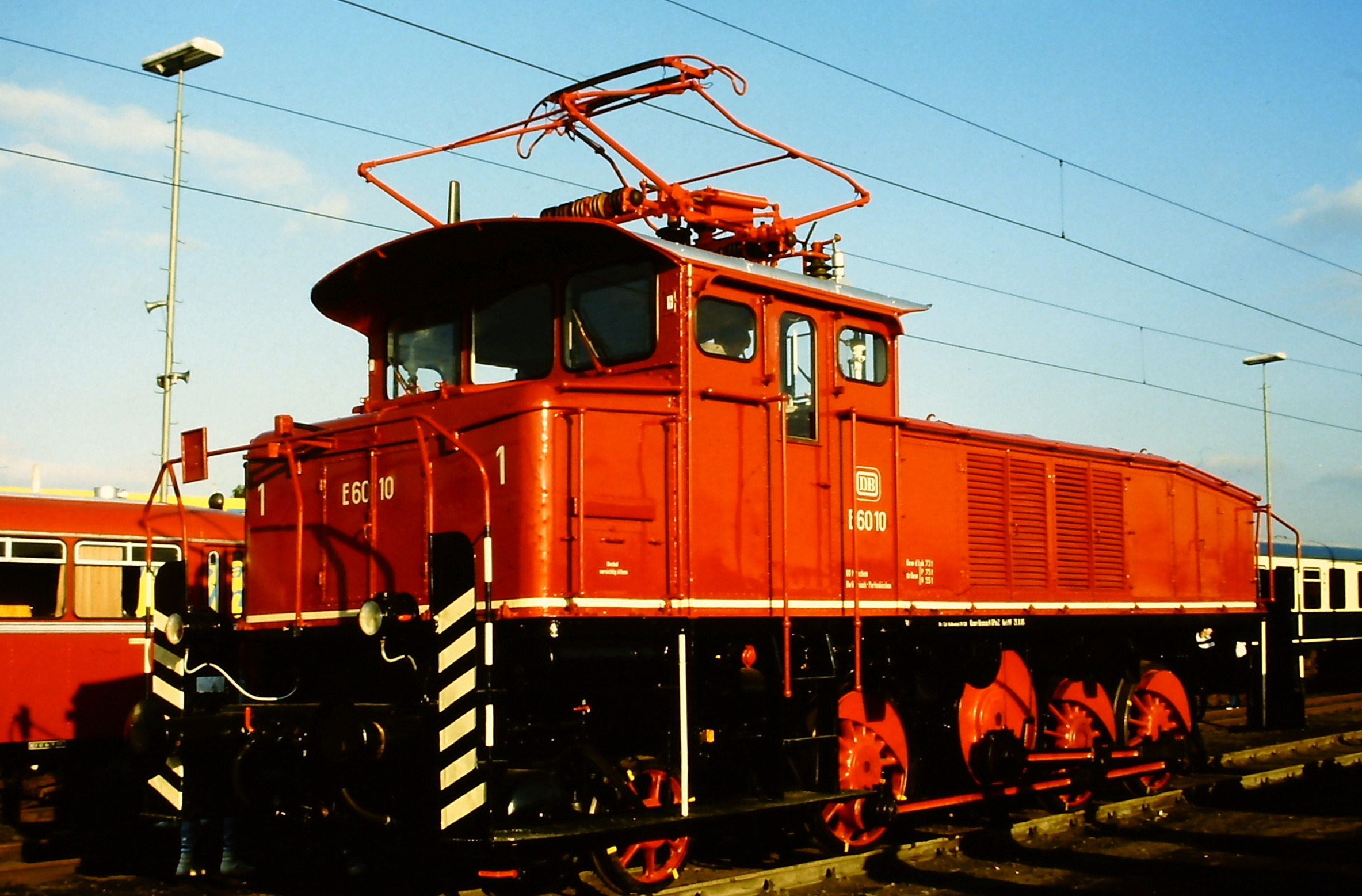
Elektrische Rangierlokomotive E 60 10, im Einsatz
von 1927 bis 1983

1931 übernahm die AEG den Lokomotivbau der Berliner Borsig-Werke und überführte den gesamten Lokomotivbau in das Werk in Hennigsdorf (als Tochtergesellschaft Borsig Lokomotiv-Werke GmbH), 1936 kam das Werk Wildau hinzu. Nach Kriegsende wurde 1948 das nunmehr zur DDR gehörige Werk Hennigsdorf zum VEB Lokomotivbau Elektrotechnische Werke „Hans Beimler“ Hennigsdorf (LEW), das Werk in Wildau zum LOWA-Lokomotivbau Wildau VEB. Neben dem bis 1954 noch in geringem Umfang weitergeführten Dampflokomotivbau wurden dort elektrische Triebfahrzeuge für die Deutsche Reichsbahn und das Ausland gebaut.

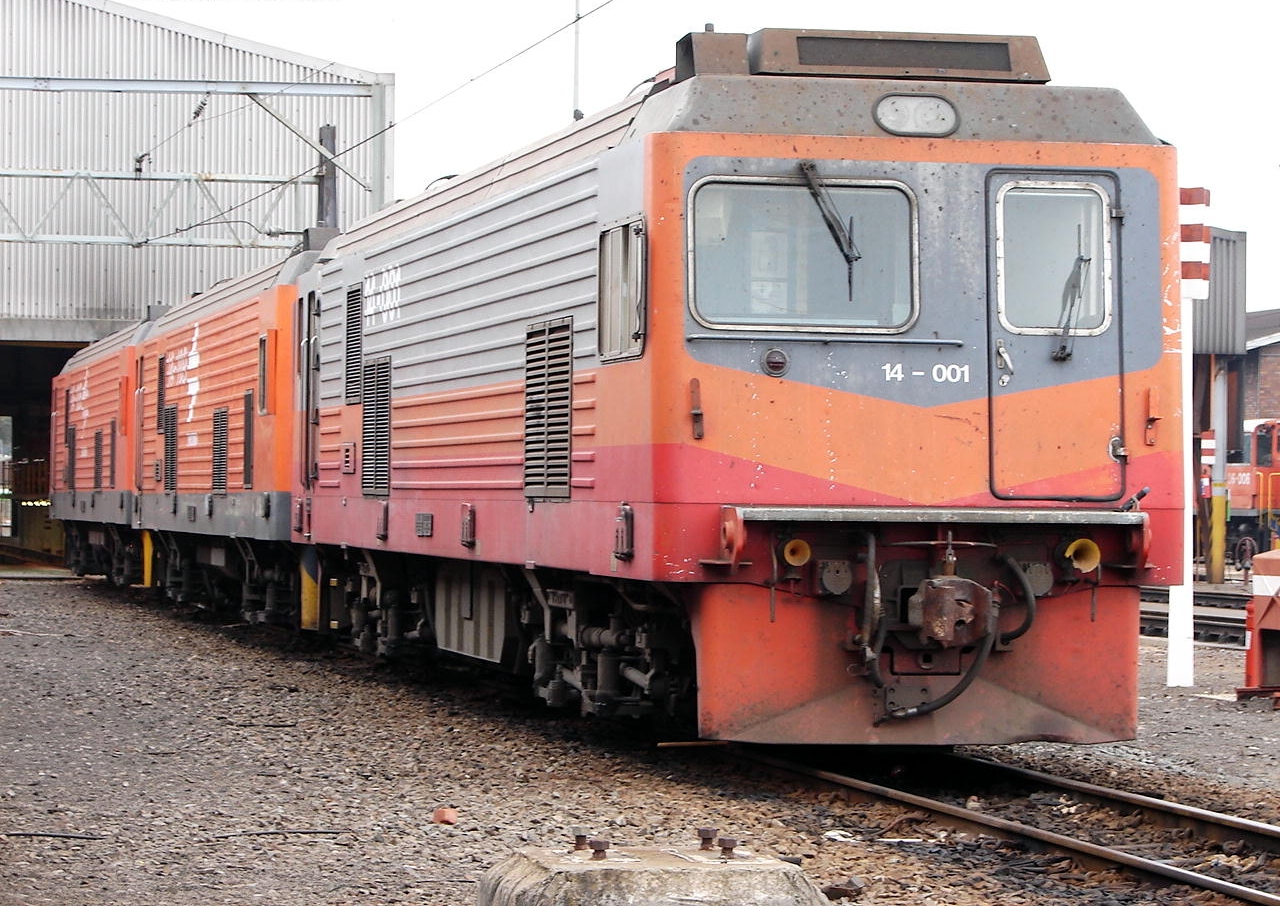
AEG-Elektro-Lokomotive in Südafrika, Baujahr 1988/1989, Spoornet-Klasse 14E

Ab 1972 wurde von der AEG in einem Konsortium mit BBC und Siemens die Magnetschwebetechnik für Fahrzeuge nach dem System des Elektrodynamischen Schwebens (EDS) erforscht. Erste Erfolge waren auf dem Erlangener Rundkurs zu sehen, mit dem von der MAN gelieferten Erlanger Erprobungs-Träger EET 01. Dies führte im Gegensatz zum Konkurrenzsystem des Elektromagnetischen Schwebens (EMS) jedoch nicht zu weiteren Entwicklungen und zur kommerziellen Anwendung.

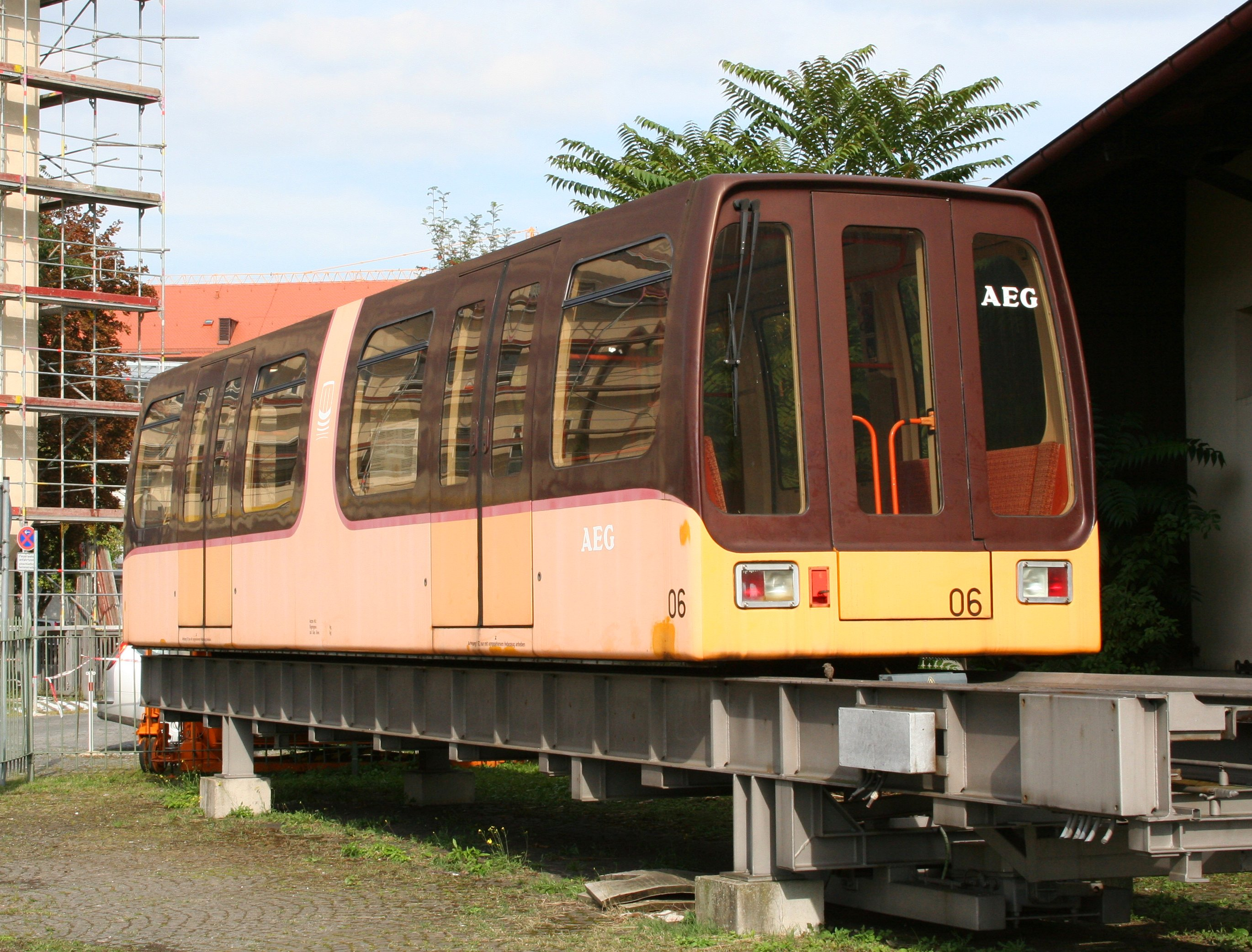
M-Bahn im Verkehrsmuseum Nürnberg

Angelehnt daran wurde zusammen mit der TU Braunschweig und den Berliner Verkehrsbetrieben (BVG) die M-Bahn geplant und eine Demonstrationsstrecke in Berlin installiert, die zwischen 1989 und 1991 betrieben wurde. Bei dieser wurde ein Linearmotor als Antrieb verwendet, während starke Dauermagnete unter der Kabine 85 Prozent des Fahrzeuggewichtes trugen. Die Führung und Abstützung erfolgte sowohl horizontal als auch vertikal mit kleinen Rädern.
Bei der Entwicklung der Drehstrom-Erzeugung mittels Traktionsstromrichtern für den Lokomotivantrieb geriet die AEG in Deutschland gegenüber dem Mitbewerber BBC in den 1970er Jahren ins Hintertreffen.

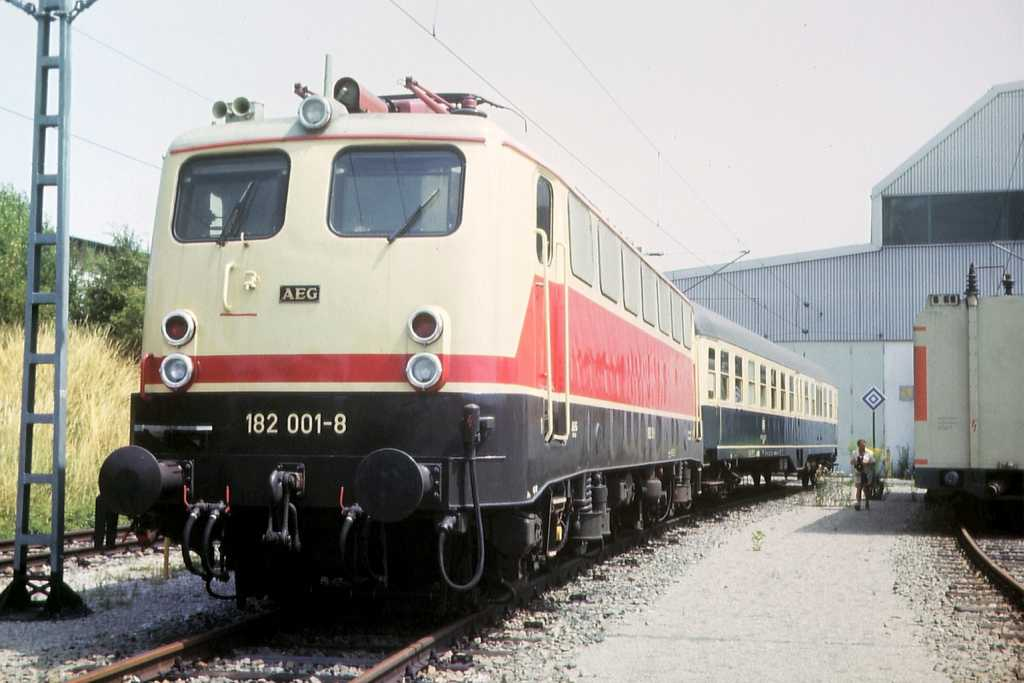
AEG-Versuchsträger 182 001

Die durch den Drehstrom-Versuchsträger 182 001 ab 1981 gewonnenen Kenntnisse führten aber noch zu Aufträgen für die Serienfertigung der Drehstromtechnik in den Baureihen 120 und 401 (ICE 1).
Erst nach der deutschen Wiedervereinigung und der Übernahme des LEW-Werkes in Hennigsdorf kehrte die AEG für kurze Zeit in größerem Maße in die Lokomotivfertigung zurück. 1990 übernahm AEG die MAN Gutehoffnungshütte Schienenverkehrstechnik AG am Standort Nürnberg. Diese firmierte 1993 in AEG Schienenfahrzeuge Nahverkehr & Wagen GmbH um. 1995 wurde die AEG Schienenfahrzeuge GmbH in die ABB Daimler-Benz Transportation (Adtranz, danach Bombardier Transportation, heute Alstom) umgewandelt.